# Pic vert
Picus viridis
Vous lisez un « article de qualité » labellisé en 2024.
Picus viridis redirige ici. Pour les autres taxons précédemment traités sous ce nom, voir Pic de Sharpe et Pic de Levaillant.
Espèce
Statut de conservation UICN

 LC  : Préoccupation mineure
Le Pic vert (Picus viridis), aussi connu sous le nom vernaculaire de Pivert, est une espèce d'Oiseaux de l'ordre des Piciformes et de la famille des Picidae. Il est commun à très commun dans son aire de répartition, qui couvre l'ensemble de l'Europe de l'Ouest (excepté l'Irlande, la péninsule Ibérique et une partie du piémont pyrénéen en France), de l'océan Atlantique jusqu'à la Volga, en Russie.
Comme son nom l'indique, il est majoritairement vert, avec un croupion jaune bien visible en vol. Il porte une calotte rouge, avec une face noire striée de blanc, ainsi qu'une moustache rouge cernée de noir chez le mâle et toute noire chez la femelle. Il se reconnaît à son vol ondulant et à son cri, un long ricanement sonore. Il ne se confond guère qu'avec le Pic de Sharpe (Picus sharpei), autrefois considéré comme une sous-espèce, qui le remplace dans la péninsule Ibérique, en Languedoc-Roussillon et au Pays basque, ainsi qu'avec le Pic cendré (Picus canus), un peu plus petit et absent d'une grande partie de son aire de répartition.
Le Pic vert affectionne les milieux semi-ouverts : forêts claires, bocages, mais aussi parcs et jardins. On le trouve du littoral jusqu'à la forêt subalpine. Il niche dans des feuillus (chêne, hêtre, marronnier, etc.) où il creuse une loge en hauteur.
Le Pic vert vient souvent au sol où il cherche sa nourriture, essentiellement des fourmis qu'il capture grâce à sa langue longue et collante. Il complète son alimentation avec d'autres invertébrés. L'hiver, il peut également se nourrir de fruits ou de graines. Certains individus s'attaquent aussi aux ruches pour manger leurs abeilles.
Comme tous les pics, le Pic vert ne bâtit pas de nid, mais creuse une cavité, qualifiée de « loge », dans le tronc d'un grand arbre. Les deux sexes participent aux travaux, qui ont lieu en mars-avril. La ponte démarre dès la fin du chantier et compte 5 à 7 œufs, couvés par les deux parents alternativement. Les jeunes sont des nidicoles typiques et doivent être couverts par leurs parents les premiers jours. Ils sont d'abord ravitaillés toutes les une à deux heures par leurs parents, qui espacent progressivement leurs visites, pour inciter les jeunes à sortir de la loge. Une fois ces derniers dehors, les parents se les répartissent et s'occupent chacun d'un groupe pendant une durée qui va jusqu'à sept semaines.
Les reprises de bagues montrent qu'un Pic vert peut vivre une dizaine d'années. La prédation par des rapaces (diurnes ou nocturnes) ou par des mammifères et les activités humaines (collision avec des voitures, des vitres ou des lignes électriques) sont des causes de mortalité. La cause la plus fréquente reste la faim, lors d'hivers rigoureux, quand la couverture neigeuse empêche le Pic vert de trouver des fourmis. La disparition de son habitat naturel représente également une menace pour lui. Cette destruction a lieu à l'occasion d'exploitations forestières non durables ainsi que de coupes d'arbres engendrées par l'artificialisation liée notamment à l'étalement urbain. 
Oiseau commun mais discret, le Pic vert apparaît dans les mythologies grecque et romaine comme un oiseau magique et porteur de présages. Dans le folklore européen, il est également associé à la pluie, qu'il est réputé annoncer, voire faire venir.

## Noms et étymologie

### Nom scientifique
« Pic vert » est la traduction littérale de Picus viridis, le nom scientifique latin attribué par Carl von Linné, qui décrit l'espèce en 1758. Le nom latin pīcus désignait déjà le « Pivert » dans l'Antiquité romaine. C'est la forme masculine de pīca (pie), le masculin et le féminin ayant servi à distinguer des espèces différentes. Il ne possède pas d'étymologie claire, mais pourrait avoir une origine onomatopéique exprimant un mouvement rapide et un bruit sec, allusion au tambourinage des pics sur les arbres.

### Noms vernaculaires
Pīcus est également à l'origine des noms vernaculaires « pivert » et « pic vert », prononcés /pivɛr/ et /pi(k)vɛr/. L'oiseau possède plusieurs autres noms vernaculaires liés à sa réputation d'amener la pluie : « oiseau de la pluie », « pic de la pluie », « Jean du moulin » ou « procureur/avocat du meunier » — la pluie apporte de l'eau au moulin du meunier. Le cri du Pic vert, comparé au hennissement d'un cheval, est également à l'origine de noms comme « cheval des bois ».
La plupart des langues de son aire de répartition le nomment également comme un pic de couleur verte : Grünspecht en allemand, Πράσινος Δρυοκολάπτης en grec moderne, Picchio verde en italien, Groene Specht en néerlandais, Ghionoaie verde en roumain, par exemple. Pour les Catalans, il est le picot verd comú, le pic vert commun.
En Espagne, il a été renommé « Pic royal euroasiatique » (Pito real euroasiático) après sa distinction avec le Pic de Sharpe (Picus sharpei) en 2012, mais il était traditionnellement appelé le « charpentier vert » (carpintero verde) ou le « pic royal » (pito real).
En anglais, il est également le Pic vert (Green Woodpecker), un nom qu'on trouve déjà dans la Chronique anglo-saxonne, mais il possède une vaste collection de noms vernaculaires plus ou moins anciens, souvent très locaux. Le plus souvent, il est celui qui tape sur le bois ou qui le creuse : wood hack, wood knacker, wood speck, etc. Dans le comté de Northumberland, il est celui qui creuse les trous : hew hole, avec de nombreuses variantes comme highaw ou ickwall. Il est aussi souvent considéré comme l'oiseau qui apporte la pluie (rain bird, rain fowl). De nos jours, le nom dialectal le plus commun en anglais est yaffle, mot d'origine onomatopéique qui se réfère à son « rire ». L'organisation non gouvernementale Birdlife International et le Handbook of the Birds of the World ont opté pour le nom Pic vert d'Eurasie (Eurasian Green Woodpecker) afin de le distinguer d'autres pics verts dans le monde.

## Description

### Dimensions
Le Pic vert est le deuxième plus grand pic dans son aire de répartition, derrière le Pic noir (Dryocopus martius) qui est 50 % plus gros.
| Dimension                                                | Moyenne | Min.                               | Max.                               |
| -------------------------------------------------------- | ------- | ---------------------------------- | ---------------------------------- |
| Longueur (de la pointe du bec à l'extrémité de la queue) | 32 cm   | 30 cm                              | 36 cm                              |
| Longueur de l'aile                                       | 16,3 cm | Mâles : 15,8 cm Femelles : 15,9 cm | Mâles : 17,2 cm Femelles : 16,9 cm |
| Envergure                                                | 41 cm   | 40 cm                              | 46 cm                              |
| Longueur de la queue                                     | 10 cm   | 9,4 cm                             | 10,6 cm                            |
| Longueur du bec                                          | 4,5 cm  | 4 cm                               | 5,3 cm                             |
| Poids                                                    | 190 g   | 138 g                              | 220 g                              |

### Apparence
Le Pic vert a le dessus vert, le croupion jaune et le dessous gris-vert, avec des chevrons sombres. Les deux sexes possèdent une calotte rouge, souvent striée de gris. Le pourtour des yeux et les joues sont noirs, formant un « masque de Zorro ». Les couvertures parotiques, les côtés de la nuque et du cou sont gris, parfois teintés de verdâtre. Le dessous de la queue est tacheté ou barré de noir. Les rémiges primaires sont noires à brun sombre, ponctuées de taches transversales blanches. La mandibule supérieure et la pointe du bec sont noirâtres, tandis que la mandibule supérieure est jaune. Les pattes sont grises et l'iris est blanc ou rose pâle.
Le Pic vert arbore un léger dimorphisme sexuel : le mâle possède une moustache rouge cernée de noir, tandis que celle de la femelle est toute noire. Les jeunes se distinguent facilement des adultes jusqu'à la première mue, à la fin de l'été ou en automne : ils sont abondamment tachetés de gris clair sur le manteau, le dos, les scapulaires et les couvertures alaires. Ils ne possèdent pas le masque facial noir des adultes.

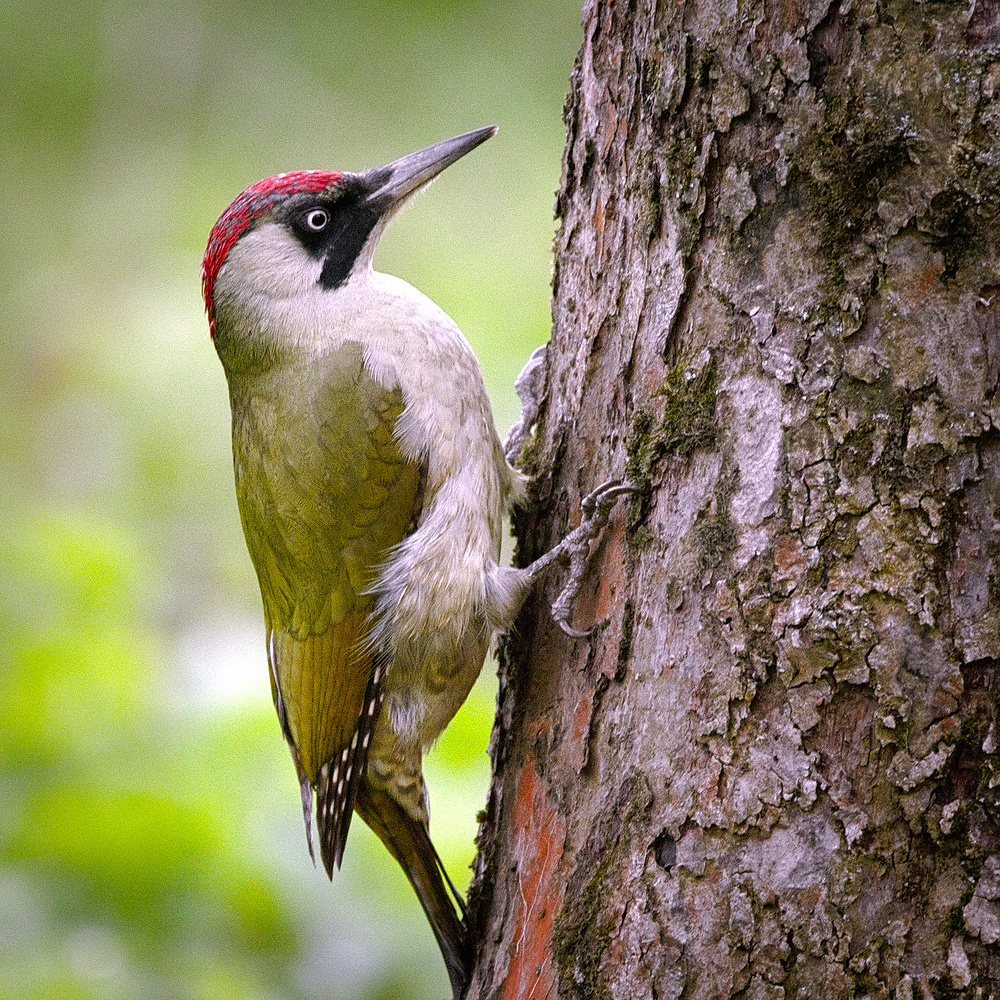
Femelle.
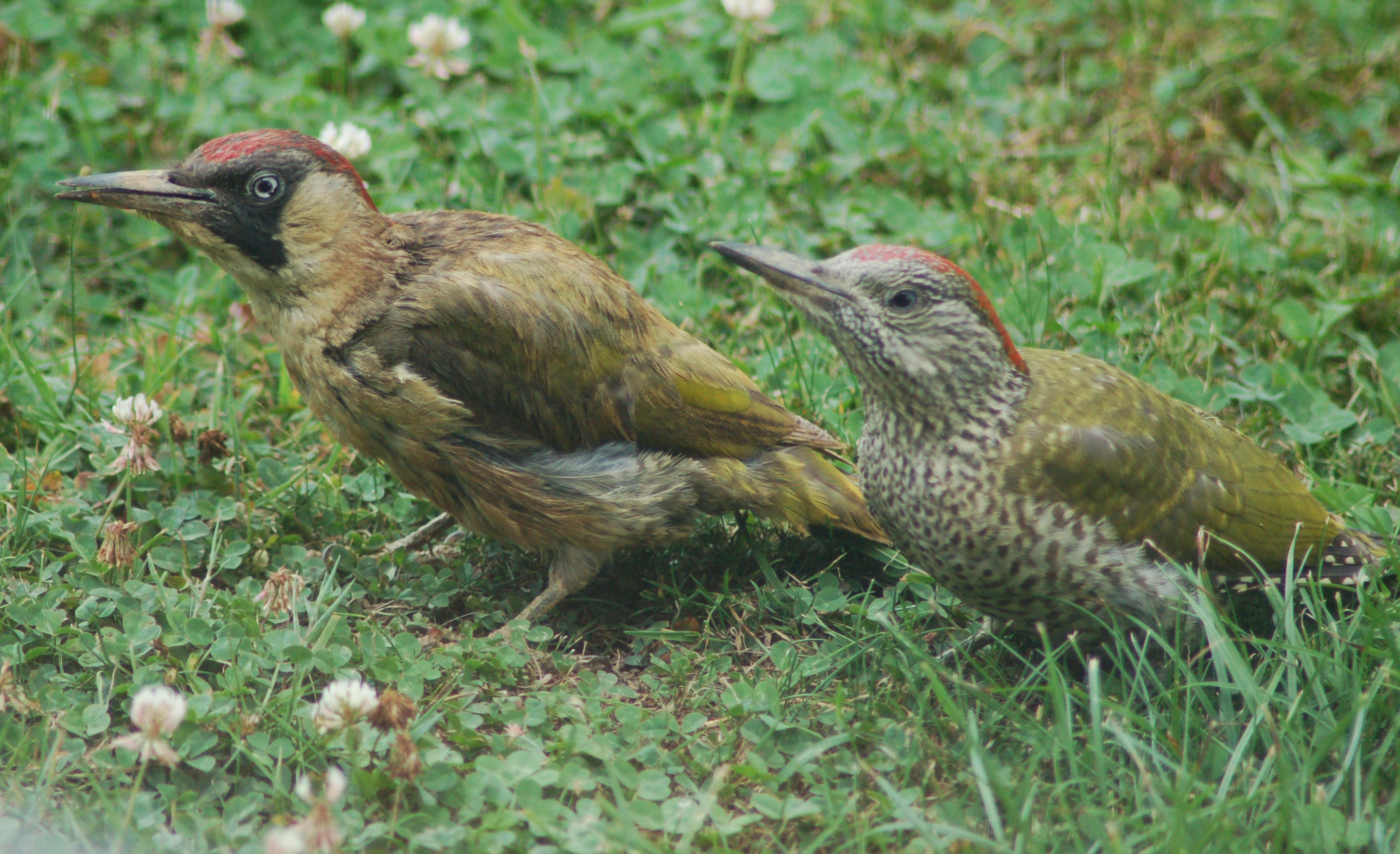
Femelle (à gauche) et son jeune (à droite).
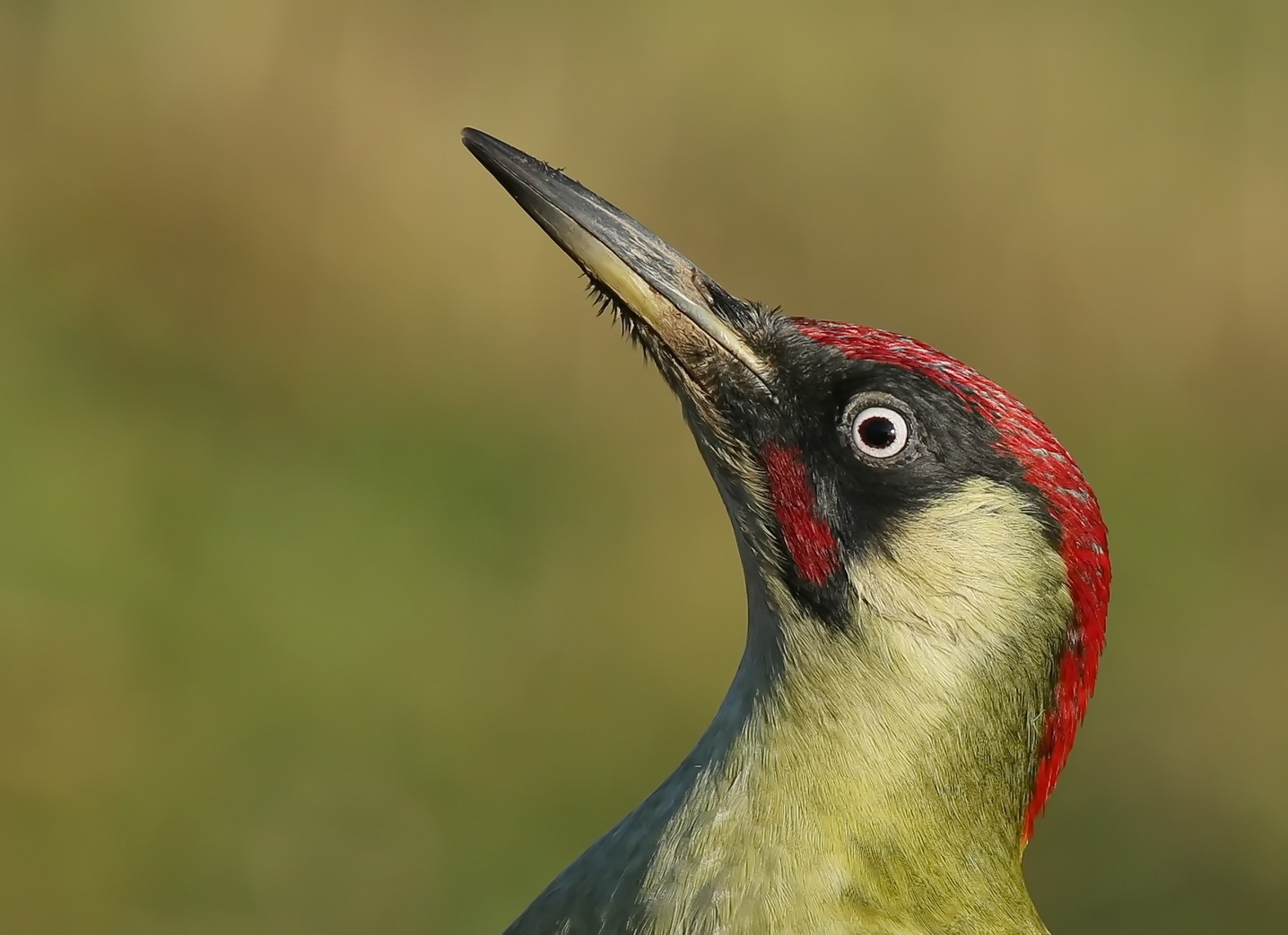
Détail de la tête d'un mâle.

### Anatomie
Le Pic vert possède le bec droit, en ciseau, caractéristique des pics. Comparé aux autres pics, toutefois, son bec est relativement long, avec un culmen légèrement recourbé, moins adapté au tambourinage, mais plus apte au creusage du sol, pour chercher sa nourriture. Les narines sont longues et étroites, recouvertes par des plumes sétiformes (plumes réduites au rachis) qui les protègent contre la poussière et les petits copeaux produits quand il creuse le bois.

Disposition des doigts des oiseaux : le Pic vert est zygodactyle.

Comme tous les pics, le Pic vert arbore des griffes puissantes, très recourbées, à l'extrémité de doigts courts et écailleux. Ses muscles postérieurs développés lui offrent une prise solide pour grimper le long des troncs et s'agripper aux branches. La disposition de ses doigts — deuxième et troisième doigts vers l'avant, pouce et quatrième doigt vers l'arrière — est qualifiée de zygodactylie. Elle se retrouve non seulement chez les pics, mais aussi chez les perroquets (Psittaciformes), les chouettes et hiboux (Strigiformes) et les coucous (Cuculiformes). Un tel arrangement, évolué depuis l'anisodactylie des oiseaux percheurs, est optimal non pas pour grimper, mais pour s'agripper,.
Les pics présentent aussi la particularité d'avoir une langue particulièrement longue et protractile, c'est-à-dire qu'ils peuvent la projeter hors du bec. Celle du Pic vert est plus longue, plus plate  et plus large que celles des espèces plus arboricoles : elle mesure en moyenne 13 cm de long et peut s'étendre de 10 cm environ hors du bec. Cette langue est équipée de pointes, mais moins que les autres pics qui s'en servent pour harponner des larves foreuses du bois. Elle est également collante : une glande salivaire particulièrement développée, située sous et derrière la boîte crânienne, la recouvre d'un mucus visqueux pour mieux attraper les fourmis et autres proies.
Les pics terrestres ont pour caractéristique leur os hyoïde long et flexible : il part de la base de la mandibule vers l'arrière, puis se divise en deux branches, passant de chaque côté de l'os occipital, s'étendant au-dessus du crâne pour revenir s'unir sous le front. Quand il est poussé vers l'avant, l'os hyoïde étend la langue hors du bec et contribue à contrôler ses mouvements, ce qui permet au Pic vert de l'insérer dans des ouvertures étroites telles que les galeries des fourmilières,.

### Mue

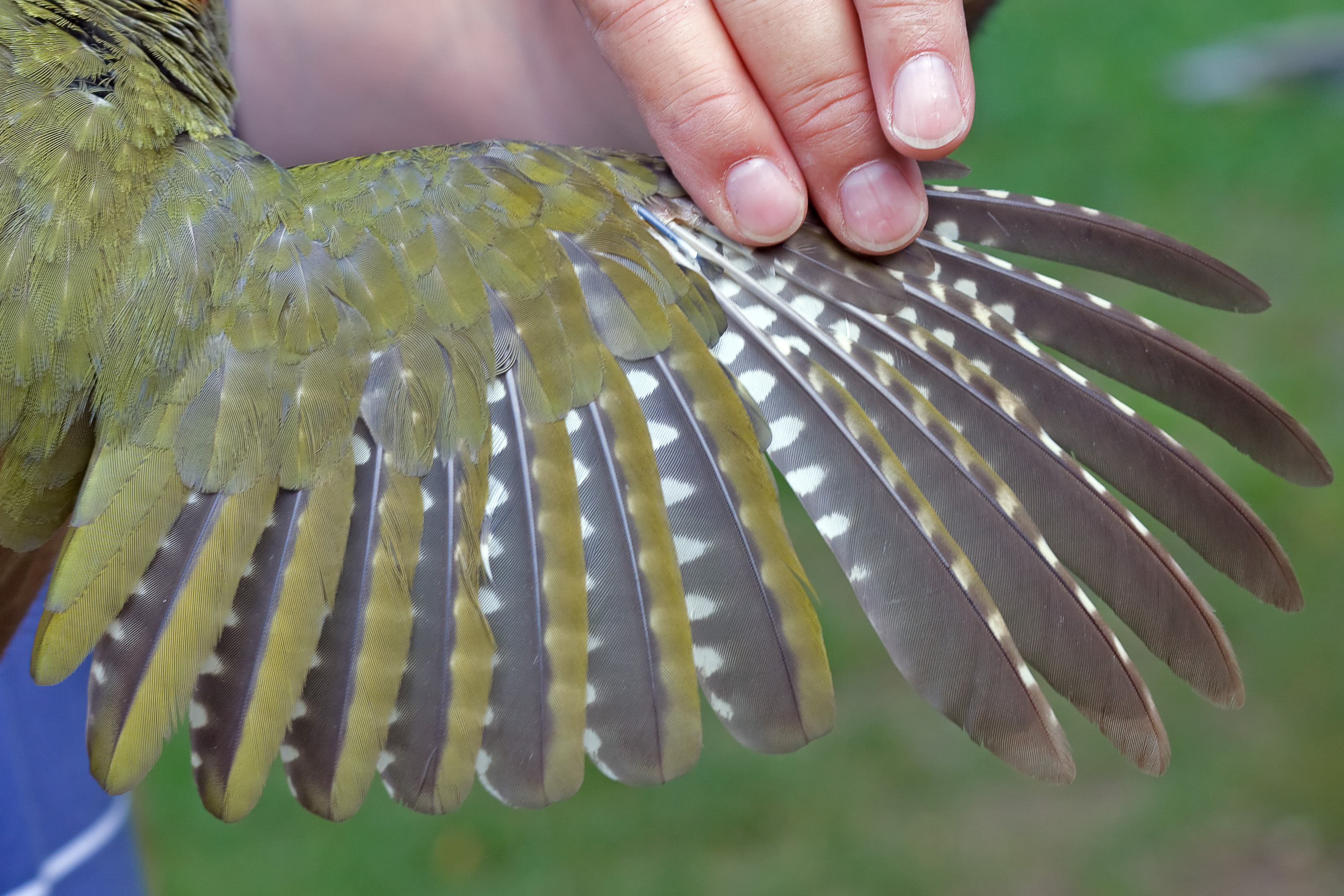
Aile ouverte d'un Pic vert mâle.

Le Pic vert pratique une mue partielle, c'est-à-dire qu'il ne renouvelle pas tout son plumage chaque année : il conserve une partie des couvertures primaires et secondaires. La mue commence en mai-juin, une fois que les jeunes se sont envolés, et dure jusqu'en novembre.
Chaque aile compte dix rémiges primaires et onze à douze secondaires. P6 et P5 sont habituellement les plus longues. La primaire la plus externe, P10, est courte chez les adultes, mais plus longue et plus large (jusqu'à 30 %) chez les juvéniles. Les primaires muent dans l'ordre ascendant à partir de la primaire la plus interne, P1. La mue des rémiges secondaires (S) se produit à partir de deux foyers : elle est ascendante à partir de S1 et ascendante et descendante à partir de S8.
La queue comporte douze rectrices renforcées, car elles servent de support quand le Pic vert grimpe le long des troncs. Les deux plumes centrales sont les plus longues et robustes ; elles muent en dernier. En numérotant R1 les deux plumes centrales, la mue se produit par paire à partir de R2 jusqu'à R6, avant de terminer par R1.
La mue post-juvénile est plus compliquée. Elle commence alors que les juvéniles sont encore au nid, en mai ou juin suivant l'endroit, et dure jusqu'à l'automne. Ils renouvellent les primaires et rectrices, ainsi que les couvertures et la plupart des plumes du corps. En revanche, ils conservent le plus souvent les secondaires, les couvertures internes, et la plupart des couvertures primaires et tertiaires. Cette mue a été décrite comme « à l'économie », car il est probable qu'elle ait pour but de gagner du temps et de conserver de l'énergie.

### Vol

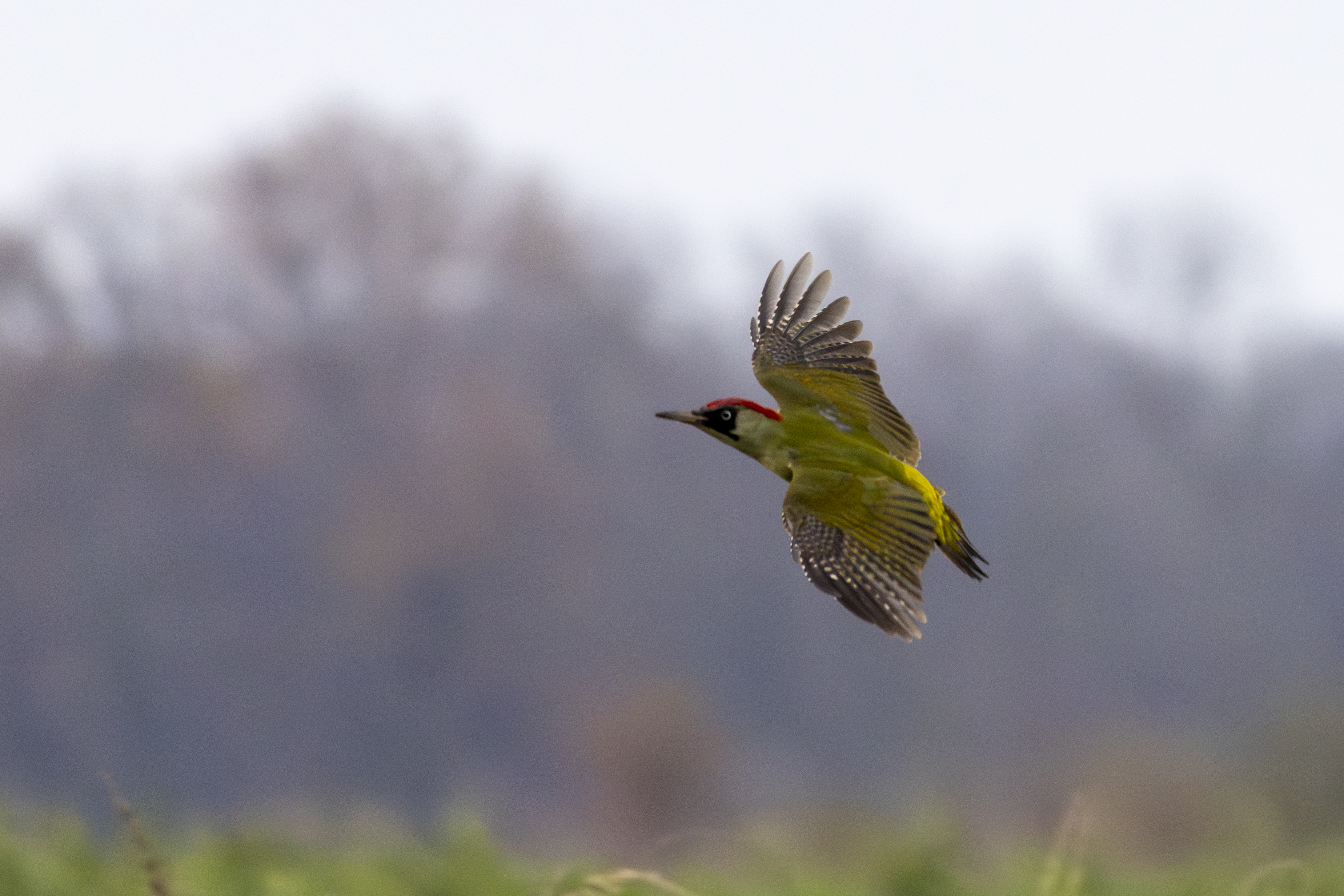
Pic vert femelle en vol à Bouffémont, France.

En vol, le Pic vert présente une silhouette assez robuste, en tonneau, avec un arrière assez court et un cou assez long. La tête est assez grosse, avec un bec long et pointu. Vu de dessous, le Pic a des ailes très larges, plutôt courtes et arrondies. La queue est en forme de losange, avec une encoche.
Son vol est direct et puissant. Dès que la distance est un peu longue, le Pic vert adopte un vol ondulé caractéristique, alternant une phase battue où il prend de l'altitude et une phase non battue où il descend. Il lui arrive également de planer, sur courte distance, en tenant les ailes un peu basses.

### Confusions possibles
Une observation rapide du Pic vert en vol peut donner lieu à une confusion avec la femelle ou le juvénile du Loriot d'Europe, qui est jaunâtre et a également un vol rapide et ondulé entre les arbres, ou encore avec la Grive draine. Les différences deviennent manifestes une fois l'oiseau posé.
Le Pic vert peut être confondu avec le Pic de Sharpe (Picus sharpei), son proche cousin, autrefois considéré comme une sous-espèce, qui le remplace dans les Pyrénées et la péninsule Ibérique. Les deux espèces s'hybrident dans leur zone de contact. Le Pic de Sharpe se différencie du Pic vert par la couleur grise et non noire de sa zone oculaire, ses moustaches peu marquées, ainsi que par des sous-caudales non rayées.
Le Pic cendré (Picus canus) ressemble également beaucoup au Pic vert. Sa sous-espèce nominale est sympatrique avec ce dernier, même si elle se trouve généralement plus au nord. Le Pic cendré se distingue par un bec plus court et plus fin et par une tête plutôt grise, avec seulement d'étroits traits loraux et une moustache noirs, sans rouge à la nuque ni noir autour de l'œil. En vol, son croupion est plus terne, plus vert et moins jaune que celui du Pic vert. Les deux espèces peuvent s'hybrider, notamment en Europe de l'Est et en Russie européenne ; les individus hybrides ressemblent plutôt au Pic cendré, avec une couronne rouge, une nuque rousse et des yeux clairs. En Europe de l'Ouest, ces hybrides sont très rares : seuls sept cas avaient été documentés en 2015, dont cinq en Allemagne.

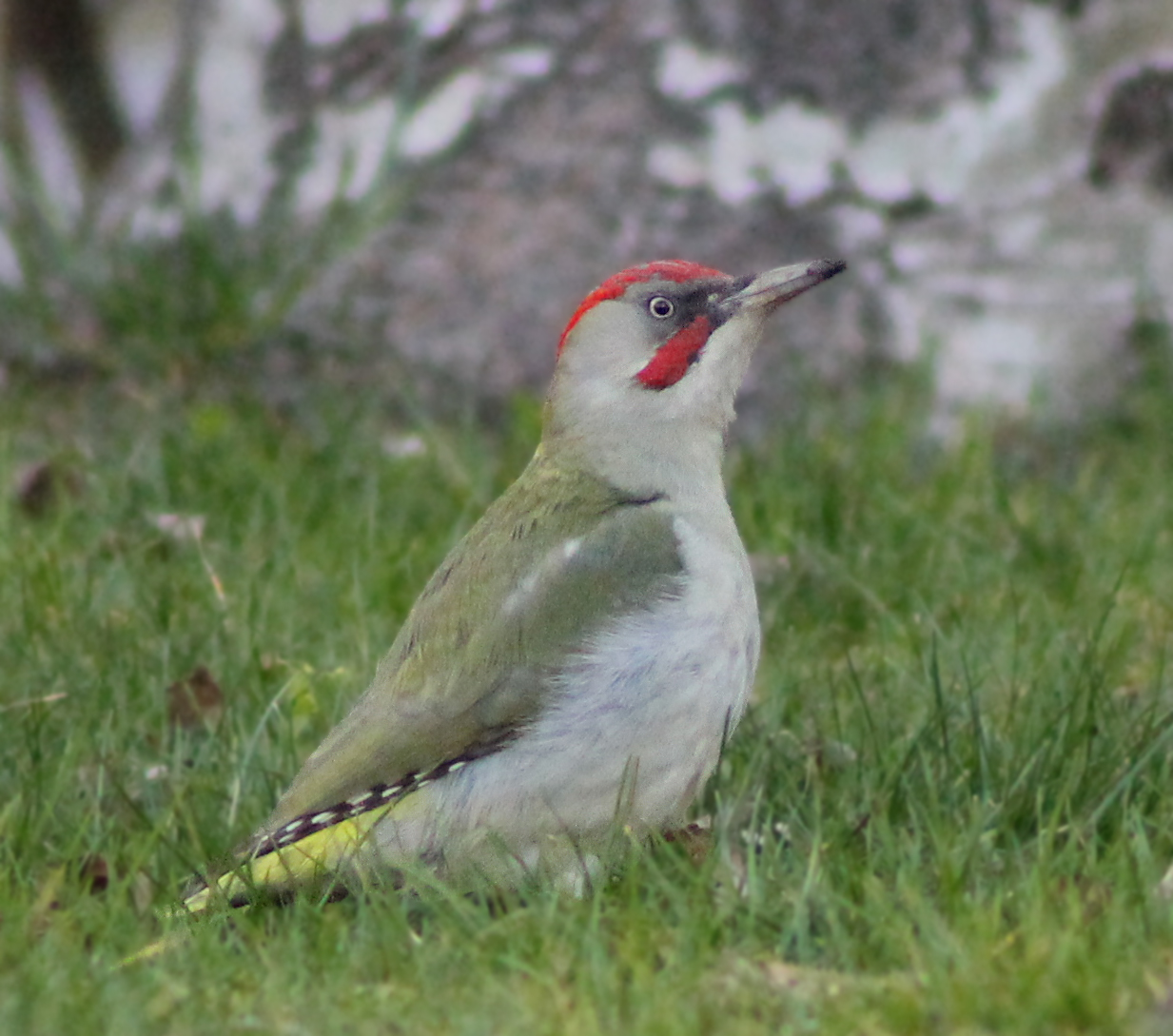
Pic de Sharpe (Picus sharpei) mâle à Madrid.
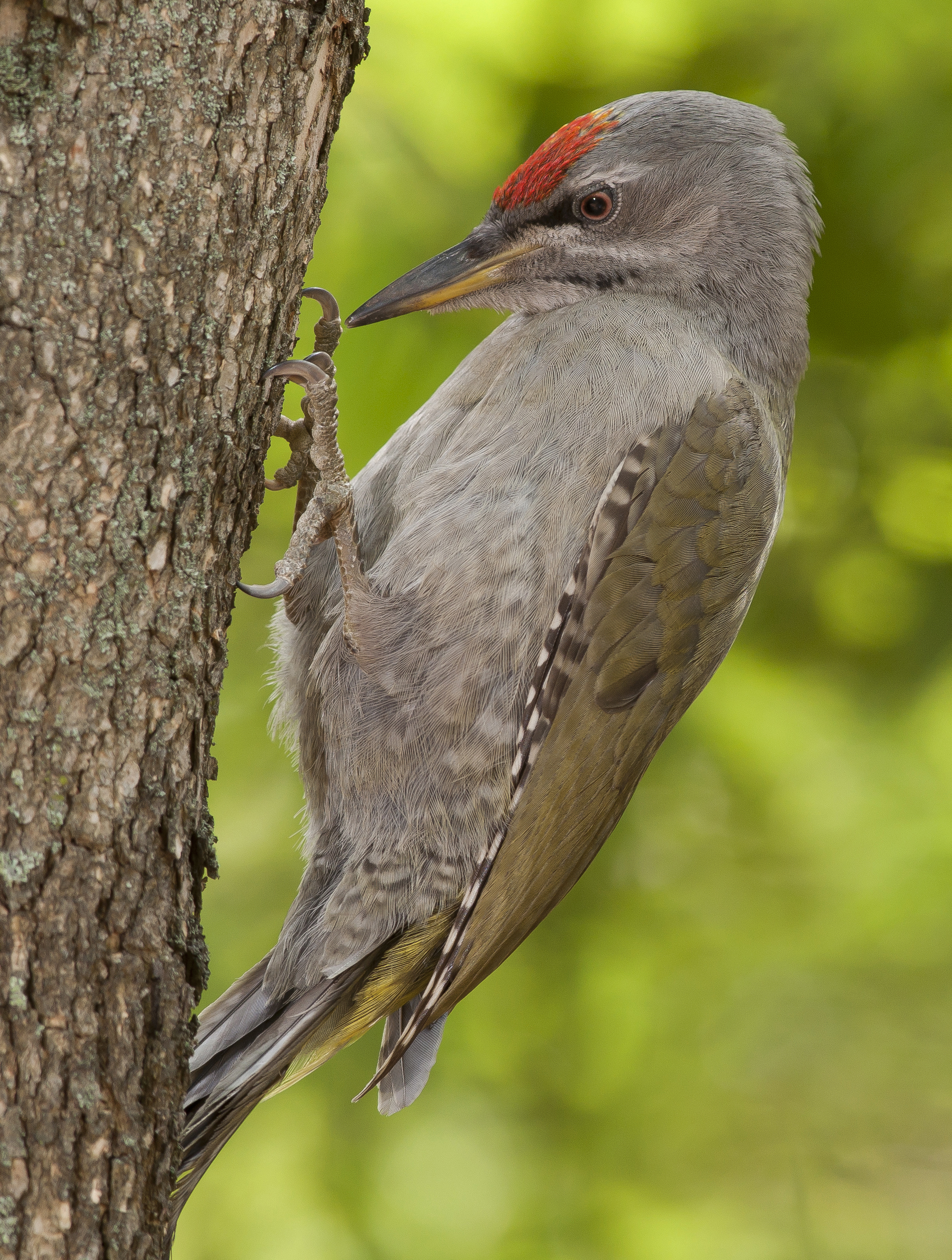
Pic cendré (Picus canus) en Ukraine.

## Comportement

### Territoire et domaine vital
Le territoire est l'espace défendu par un animal, entre autres contre ses conspécifiques, tandis que le domaine vital est celui dans lequel il recherche sa nourriture, se reproduit et élève ses petits Le Pic vert adopte un comportement territorial à proximité immédiate de son nid, mais il ne possède pas de territoire bien défini. Son domaine vital a été estimé par plusieurs études. Dans les Vosges du Nord, un premier couple a été cartographié sur un territoire de 424 hectares dans la forêt de Butten, un second avait un domaine de 406 hectares dans la forêt d'Erckartswiller. En Angleterre, le suivi d'un couple équipé de radio-émetteurs a montré que le mâle couvrait 151 hectares, contre 15 hectares pour la femelle. En Allemagne, trois individus : une femelle et deux mâles, équipés de radio-émetteurs ont été suivis. Le domaine vital de la femelle a été de 24,8 hectares durant la période de reproduction, mais de 127,9 hectares deux mois après l'envol des jeunes. Celui d'un mâle s'est élevé à 53 hectares, dont 18 seulement utilisés pour la recherche de nourriture. Le troisième individu, également un mâle, a eu un domaine vital de 25,8 hectares. En Norvège, à la limite nord de l'aire de répartition du Pic vert, son domaine vital a été estimé à 100 hectares. Il semble donc que la superficie du domaine vital dépende des ressources disponibles.

### Alimentation

#### Régime alimentaire

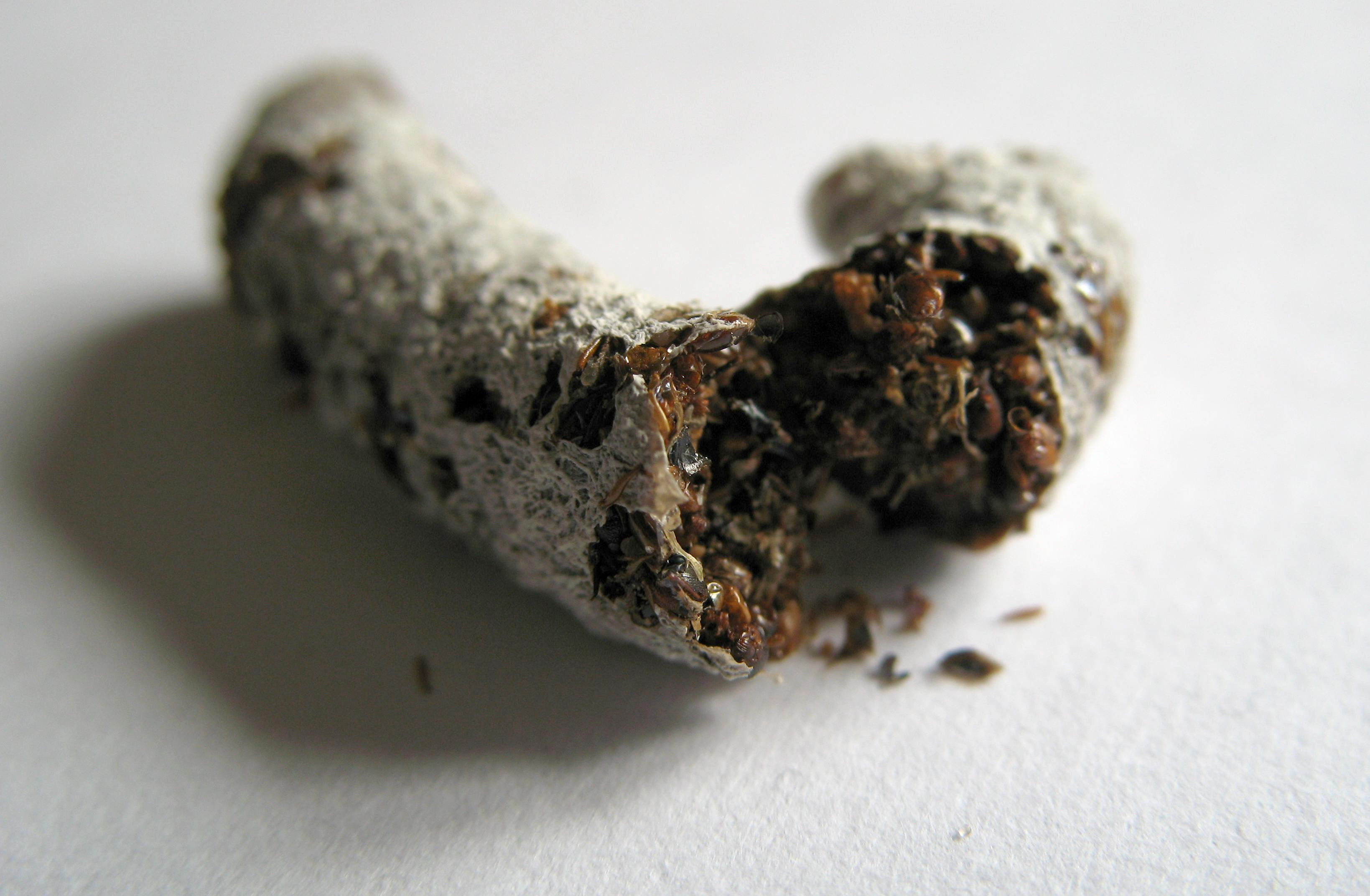
Fiente de Pic vert cassée en deux, montrant un contenu riche en restes de fourmis.

Le Pic vert cherche essentiellement sa nourriture au sol et possède un régime alimentaire assez strict. Comme le Pic noir (Dryocopus martius), le Pic cendré (Picus canus), le Pic de Sharpe (Picus sharpei) et le Torcol fourmilier (Jynx torquilla), il se nourrit principalement de fourmis. Quand elles sont abondantes, elles constituent quasiment sa seule nourriture,.
L'analyse d'estomacs de Pics verts a montré que les fourmis pouvaient être consommées par millions. Comme tous les insectivores, les Pics verts produisent des fientes dures qui contiennent les restes chitineux indigestes de leurs proies. Les leurs sont de forme cylindrique, recouvertes d'une membrane grisâtre, et sont constituées quasi-exclusivement de restes de fourmis.
Les Pics verts attrapent les fourmis directement au sol ou creusent dans les fourmilières, qu'elles soient en dôme ou souterraines. Ils consomment ces insectes à tous les stades de développement, de l'œuf à l'adulte, qu'il s'agisse d'ouvrières ou de reines,. Les genres Formica, Myrmica et Lasius constituent la base de leur alimentation. Une étude britannique portant sur un couple de Pics verts équipés de radio-émetteurs pendant la saison de reproduction a montré qu'ils favorisaient les pâturages de moutons et les pelouses de jardins, où ils cherchaient Lasius flavus, la fourmi jaune, dans l'herbe courte. Dans le Brabant-Septentrional, aux Pays-Bas, l'analyse des fientes de jeunes au nid et d'adultes montre une prédominance de Lasius niger, la fourmi noire des jardins, chez les Pics verts vivant dans les milieux semi-ouverts, tandis que les oiseaux vivant dans la forêt consommaient plutôt Lasius platythorax et avaient un régime plus diversifié.
La disponibilité des fourmis joue de fait un rôle crucial dans la distribution, la population et le succès reproducteur du Pic vert. Lors d'hivers rigoureux, quand le sol est gelé, les Pics verts peuvent se tourner vers l'intérieur des bois, plus chaud, pour fouiller les fourmilières dans les troncs d'arbre en décomposition. Ils visitent aussi davantage les fourmilières forestières, protégées de la neige par le couvert des arbres. Une étude a montré que la fourmi rousse des bois, Formica rufa, peut jouer un rôle déterminant en hiver. En Europe continentale, les Pics verts peuvent chercher aussi les fourmis charpentières (espèces du genre Camponotus).
D'autres invertébrés figurent également au menu des Pics verts, en particulier ceux qui vivent dans le sol : vers de terre, larves de coléoptères, chenilles, guêpes et abeilles à différents stades de développement. Ils se nourrissent également d'araignées prélevées sur leur toile. L'étude de fientes de Pics verts néerlandais a montré que ces autres invertébrés pouvaient représenter une part substantielle de leur alimentation en hiver, quand les fourmis ouvrières s'enterrent très profondément. La punaise des chatons du bouleau (Kleidocerys resedae) formait ainsi 31 % du contenu des fientes analysées.
Les Pics verts se nourrissent occasionnellement de végétaux : baies, graines et fruits abattus par le vent, comme les pommes, les poires, les cerises et le raisin. Un Pic vert a été observé dans un jardin anglais en train de manger la chair de pommes tombées au sol, en laissant de côté la peau et les pépins.
La ration quotidienne du Pic vert a été estimée à 40–50 g, soit environ 2 000 fourmis.

#### Techniques de chasse

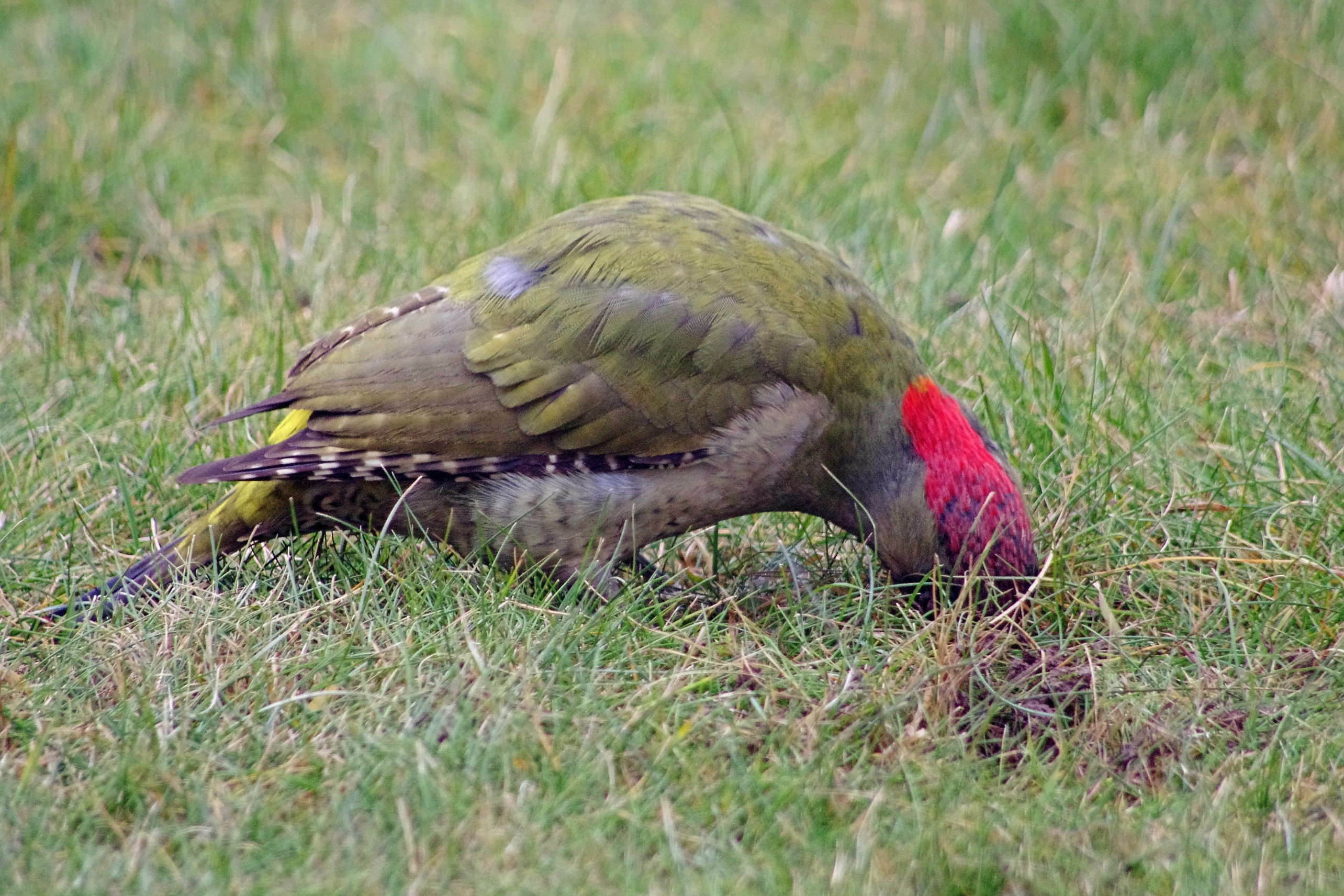
Pic vert femelle cherchant des fourmis dans le sol, en Tchéquie.

Les Pics verts sont capables de mémoriser l'emplacement de sources de nourriture abondante, comme les colonies de fourmis. Pour ce faire, ils utilisent principalement leur sens de la vue. Une étude menée en Norvège suggère qu'ils se fient à des repères structurels du paysage quand ils choisissent leur zone de chasse, ce qui peut les conduire à passer à côté d'autres zones riches en fourmis. Ils peuvent chasser toute la journée, de l'aube au crépuscule. Ils cherchent leurs proies essentiellement au sol, de préférence dans des pelouses à l'herbe courte, pâturées ou tondues. Ils délaissent les zones dont la végétation est trop haute et dense, ou dont la terre est trop compacte,. Ils fouillent aussi les arbres, les buissons, les lits de rivière asséchés, les falaises, les carrières, les murs en briques et les toits. Ils peuvent chercher des insectes dans les bouses de vache, sur les champignons, dans les toiles d'araignée ou les feuilles mortes.
Les Pics verts n'utilisent pas leurs pattes pour chasser. En revanche, ils se servent de leur bec comme levier pour casser des mottes d'herbe ou soulever l'écorce, comme pelle pour creuser le sol ou le bois mort, et comme balai pour disperser les feuilles mortes. Ils utilisent également leur longue langue pour détecter les proies qu'ils ne peuvent pas voir et pour inspecter les endroits trop étroits pour leur bec.

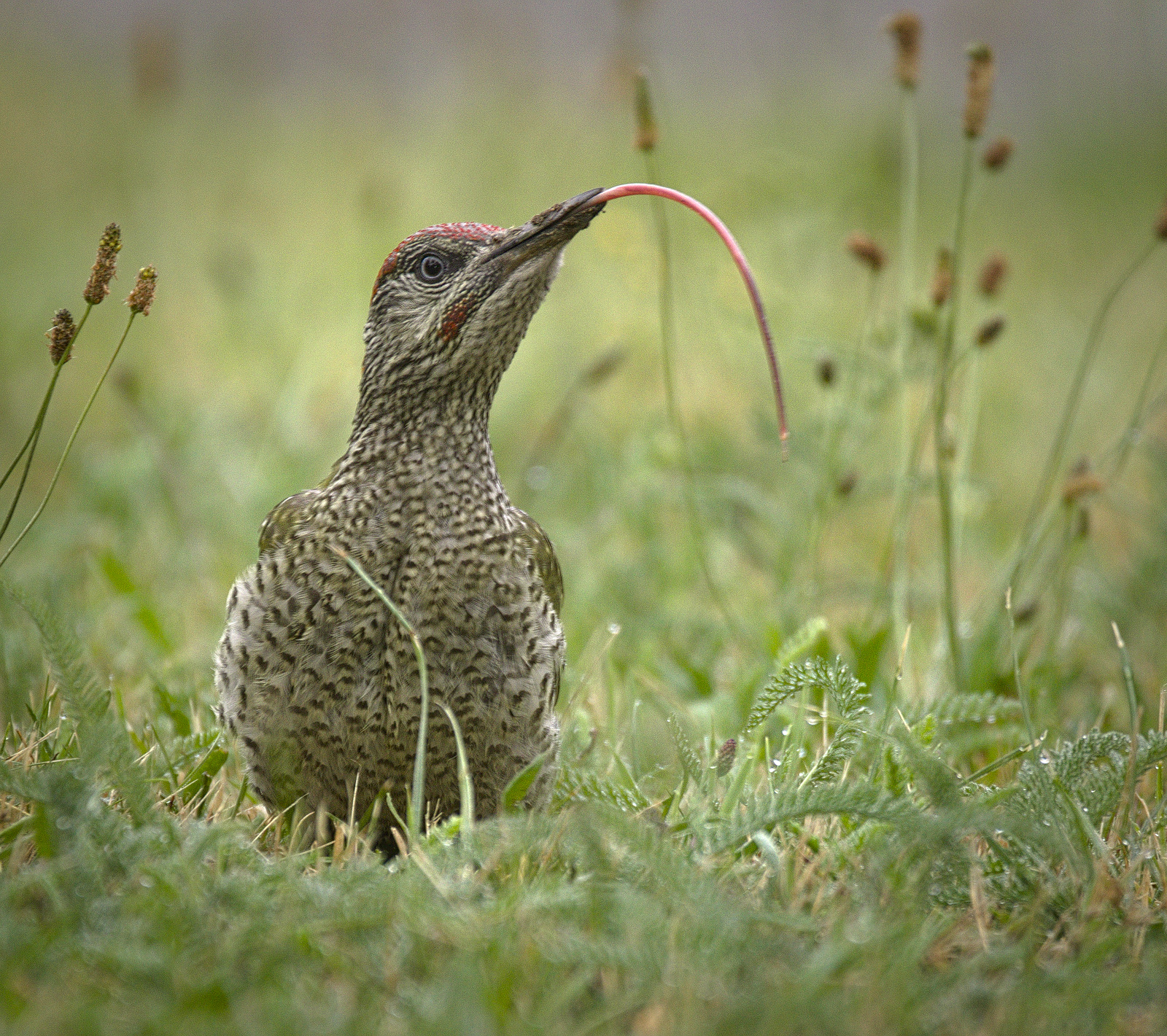
Pic vert juvénile utilisant sa langue protractile pour chercher sa nourriture dans le sol, en Pologne.

Quand ils trouvent une source de fourmis abondante, les Pics verts y forent plusieurs trous coniques, typiquement de 5 à 10 cm de diamètre et de 10 à 60 cm de profondeur, qu'ils inspectent ensuite par rotation pendant plusieurs jours, voire semaines de suite. Ils fouillent ces trous en y faisant entrer la tête voire le haut du corps, mais rarement le corps entier. L'inspection de chaque trou reste relativement brève, apparemment parce que le Pic vert ne supporte que peu de temps les attaques des fourmis qui défendent leur fourmilière : il observe souvent des pauses pour se gratter avec les pattes ou avec le bec, pour ébouriffer son plumage, voire s'éloigne un peu pour se toiletter.
En hiver, quand le sol est gelé ou que la neige est trop épaisse, les Pics verts peuvent se tourner vers des surfaces verticales pour chercher leur nourriture : falaises, murs en pierre, carrières et même bâtiments. Ainsi, ils ont été observés l'hiver, en Hongrie, en train de fouiller des murs et des toits de maisons, d'immeubles, d'hôtels et une base militaire en ruines : ces endroits restaient largement dépourvus de neige. En outre, les Pics verts y recherchaient leur nourriture le plus souvent l'après-midi, probablement parce que l'activité des invertébrés est plus importante aux heures les moins froides. Sur les bâtiments, les Pics verts fouillent aussi les gouttières, les avant-toits et les toitures en chaume.
Des Pics verts ont été observés à plusieurs reprises en train de fracturer des ruches pour se nourrir des abeilles à l'intérieur, mais aussi des rayons de miel. Ce comportement semble appris et localisé. Les attaques de ruches se produisent le plus souvent en hiver, sans doute parce que les autres sources de nourriture se font plus rares ou difficiles à exploiter.

### Communication
Le Pic vert possède quatre grandes méthodes de communication : deux vocalisations (le chant ou cri d'appel et le cri simple) et deux signaux instrumentaux (le tambourinage et les coups simples).
C'est un oiseau bavard, que l'on repère souvent à ses vocalisations. En termes vernaculaires, on dit qu'il picasse, et peupleute,. Son répertoire consiste en cris assez simples, transcrits kiaw en français, tiew ou kew en anglais, kjäck ou kük en allemand.
Les deux sexes ont un cri d'appel très sonore, fréquemment qualifié de « rire » ou de « ricanement », décrit comme l'un des plus caractéristiques des oiseaux européens : « kia-kia-kia » ou « kleu-kleu-kleu », chacune des syllabes « un peu plus basse en tonalité et en intensité que la précédente ». Même si elles manquent de qualités musicales d'un point de vue anthropocentrique, ses vocalisations possèdent les mêmes fonctions que le chant chez les oiseaux chanteurs : il sert essentiellement de déclaration territoriale, mais joue aussi un rôle dans la formation du couple et peut-être dans le maintien du contact avec les juvéniles. Contrairement au chant des oiseaux chanteurs, le cri d'appel est instinctif et non appris chez le Pic vert. Il peut s'entendre toute l'année, mais est plus fréquent au printemps. La longueur, la hauteur, le rythme et le nombre de répétitions peuvent être modulés selon la latitude, le temps qu'il fait et l'individu. Le nombre de syllabes varie entre deux et 34 et se situe le plus souvent aux alentours de treize, à une vitesse moyenne de 5,9 cris par seconde. Le tempo est variable, mais va généralement decrescendo.
Par rapport aux autres pics, le Pic vert est celui dont le cri d'appel ressemble le plus franchement à un rire. Le Pic noir (Dryocopus martius) possède un cri plus long et plus puissant, le Pic épeichette (Dryobates minor) un cri plus aigu et plus frêle, le Pic cendré (Picus canus) un cri plus sifflé, plus pur et plus lent. Les vocalisations du Pic de Sharpe (Picus sharpei), sont très similaires à celles du Pic vert, dont il n'a été séparé qu'en 2012. Les autres pics n'ont pas de « rires », mais émettent des séries de kip plus espacées. Les cris du Pic vert peuvent également être confondus avec ceux de faucons ou du Torcol fourmilier (Jynx torquilla), mais ces derniers sont plus nasillards.
On appelle « tambourinage » le son produit par les pics quand ils frappent les troncs d'arbre de manière répétée avec leur bec. Très sonore, il porte loin et sert donc à délimiter le territoire et à attirer un partenaire. Chez le Pic vert, le tambourinage est exceptionnel et ne semble pas avoir de fonction territoriale, mais il existe. Le son produit est plus faible, plus court, à peine audible. Il s'apparente au tambourinage léger pratiqué par les autres pics près de loges potentielles. Une étude portant sur 69 enregistrements réalisés en Angleterre, en France et en Hongrie montre que la durée varie entre 327 et 2 324 ms, pour une moyenne de 1 220 ms, avec 8 à 47 martèlements par série (en moyenne 26).
Enfin, on qualifie de coups simples des séries plus lentes de martèlements, espacés de plus de 90 ms. Le Pic vert les utilise comme signal, notamment pour relayer son partenaire qui creuse une loge ou qui incube les œufs.

### Reproduction
Le Pic vert se reproduit à partir de sa deuxième année calendaire. Il est monogame et la copulation hors-couple est rare.

#### Parade nuptiale
Si le temps est suffisamment clément, les parades nuptiales peuvent commencer dès la fin de l'hiver, le plus souvent à proximité d'une cavité susceptible de servir de loge. Assez simples, elles consistent en appels répétés, poursuites aériennes, révérences et touchers de bec. La copulation se passe sur une branche horizontale ou au sol. Le mâle apporte de la nourriture en guise d'offrande, tout en hochant la tête de manière répétée. Quand elle est prête, la femelle se penche vers le sol dans une attitude prostrée, tout en poussant de petits cris. Le mâle la monte ensuite pour le baiser cloacal.

#### Nidification

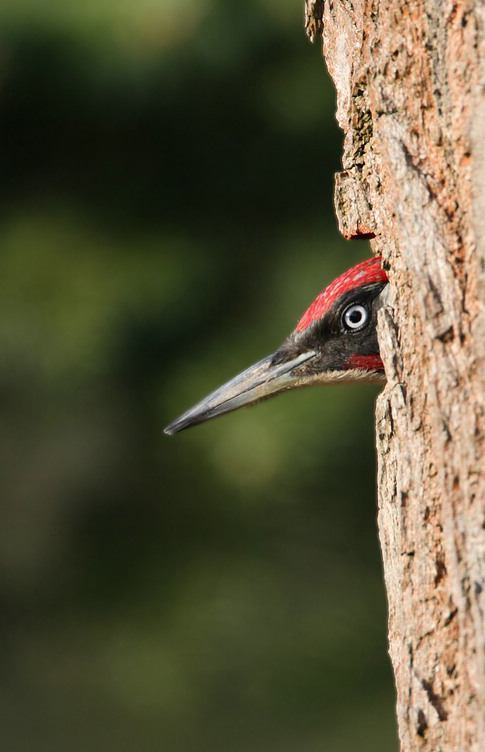
Un Pic vert mâle sort la tête de sa loge.

Les pics se distinguent de la plupart des autres oiseaux en ce qu'ils creusent leur nid dans les arbres. Cette cavité, qualifiée de « loge », comporte typiquement une entrée de même diamètre que le corps du pic et un couloir assez court qui débouche sur une chambre plus grande. Même s'il passe le plus clair de son temps au sol, pour chercher sa nourriture, le Pic vert n'y fait pas exception. Il commence à creuser sa loge au printemps, généralement en mars ou avril. Il commence par pratiquer plusieurs cavités, dont certaines sont terminées et d'autres non. L'une d'entre elles est retenue pour pondre, tandis que d'autres peuvent servir pour dormir.
Les travaux de creusement durent entre quinze et trente jours. Les deux sexes contribuent au creusement de la loge de nidification, le mâle se chargeant de la plus grande part des gros travaux. Il arrive que le Pic vert réutilise une loge à succès, qui a déjà mené une nichée à l'envol, parfois pendant plusieurs années. La réutilisation pourrait être liée au manque de sites propices. Inversement, les anciennes loges de Pic vert peuvent être réutilisées par d'autres oiseaux cavernicoles, comme le Rollier d'Europe.
Les critères de choix de l'emplacement ne sont pas connus avec certitude. En règle générale, les Pics verts sont fidèles à leur site de nidification : les nouveaux trous sont souvent voisins des anciens, parfois dans le même arbre. L'examen de 146 nids en France, dans le bassin de l'Adour, a montré que 72 % étaient situés dans des arbres sains et 28 % dans des arbres non sains. Néanmoins l'état sanitaire d'un arbre n'est pas toujours facile à évaluer. Il semble que les pics en général, Pic vert compris, préfèrent les arbres d'apparence saine, mais pourris à l'intérieur et donc plus faciles à creuser.
Les Pics verts ne sont pas inféodés à une essence d'arbre particulière. Dans l'étude pyrénéenne précédemment citée, ils ont utilisé treize essences, les plus fréquemment retenues étant le chêne, le hêtre et le peuplier. Une étude réalisée dans le parc national Danube-Auen, en Autriche, montre qu'ils tendent à éviter les peupliers hybrides euraméricains et les saules, sans doute en raison du caractère moins favorable des habitats humides.
La loge est généralement située sur le tronc principal d'un grand arbre, sous la canopée, avec une ligne de vol dégagée. Dans l'étude du bassin de l'Adour, 86,8 % des 197 nids examinés étaient situés sur le tronc et 13,2 % sur les branches. En Hongrie, 100 % des 33 nids documentés étaient situés sur le tronc. Le diamètre moyen du tronc ou de la branche abritant la loge a été mesuré à 39,4 cm dans une étude portant sur quatre nids britanniques et à 43,1 cm dans l'étude hongroise.
Le trou d'entrée se situe le plus souvent entre 2 et 6 m de hauteur. Dans l'étude hongroise, le mode (la hauteur la plus fréquente) était de 5 m et la moyenne de 5,6 m. En règle générale, le trou d'entrée mesure entre 5 et 7 cm de diamètre. L'examen des archives du British Trust for Ornithology (BTO) de 1939 à 1989 montre un diamètre moyen de 5,3 cm. La plupart des trous d'entrée sont circulaires, mais ils peuvent aussi être légèrement ovales : sur les 33 loges de l'étude hongroise, 28 possédaient un trou circulaire, quatre un trou ovale verticalement et une un trou ovale horizontalement. Les dimensions de la chambre de nidification sont également variables : la largeur typique se situe entre 15 et 20 cm. L'étude des archives du BTO rapporte des profondeurs entre 20 et 107 cm, avec une moyenne de 38,1 cm.
L'orientation du trou d'entrée n'est pas laissée au hasard. Sous les latitudes septentrionales, il est orienté entre le sud-ouest et le sud-est, parce que ces directions assurent un meilleur ensoleillement et une exposition réduite aux vents froids. D'autres facteurs entrent également en ligne de compte : si le terrain n'est pas plat, les trous font généralement face à la pente, peut-être pour avoir une vue plus dégagée. Si l'arbre dans lequel est creusée la loge est isolé, le trou d'entrée a plus de chances de faire face au nord que s'il appartient à une forêt, peut-être pour éviter la surchauffe au soleil.

#### Incubation

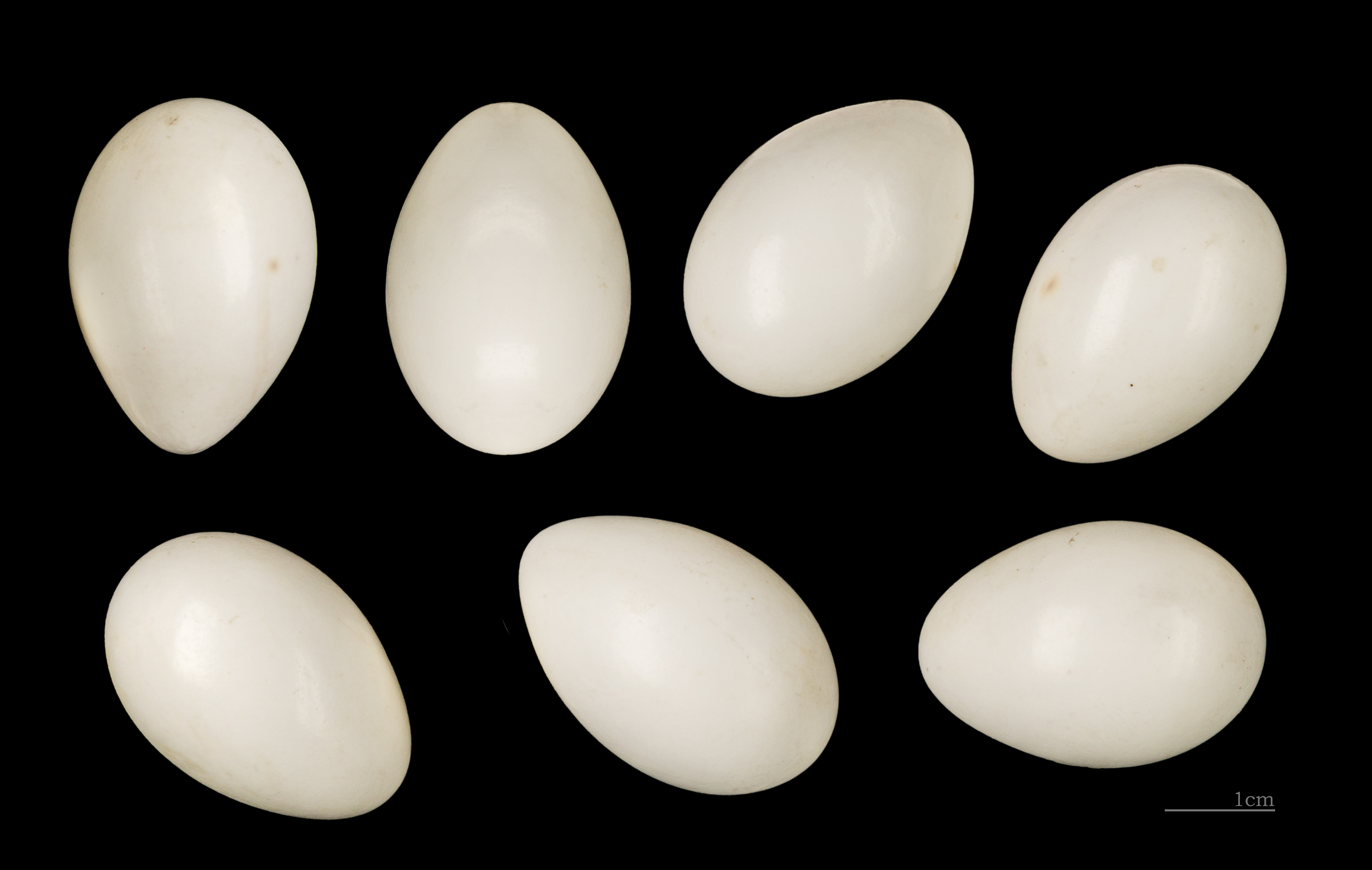
Une ponte de sept œufs d'un pic vert, Muséum de Toulouse).

Le Pic vert ne pond qu'une seule fois par an, mais il peut renouveler sa ponte si elle a été détruite avant l'éclosion. La ponte se fait au rythme d'un œuf par jour, directement contre le bois. Le Pic vert n'apporte pas de matériau extérieur dans sa loge, mais la poussière et les copeaux laissés par l'excavation peuvent constituer un rembourrage de quelques centimètres. La ponte peut démarrer dès la fin des travaux, le plus souvent fin avril ou début mai. Sa date exacte est fonction de la latitude et des températures des mois précédents : des hivers très froids, avec des printemps en retard, peuvent décaler la date de ponte.
La ponte compte généralement 5 à 7 œufs, avec de rares extrêmes allant de 3 à 11. L'étude de 49 nichées en Hongrie a montré une ponte de 3 œufs, deux de 4 œufs, quinze de 5 œufs, onze de 6 œufs, dix-sept de 7 œufs et trois de 8 œufs, soit une moyenne de 6 œufs par ponte.
Les œufs sont ellipsoïdaux et mesurent en moyenne 30 à 33 mm sur le grand axe et 21 à 25 mm sur le petit axe. De couleur blanche, brillants et sans tache, ils pèsent typiquement 9 g. Au sein d'une ponte, un, voire deux œufs peuvent être visiblement plus petits que les autres.
L'incubation commence quand la ponte est terminée ou quand la femelle a pondu son avant-dernier œuf et dure 15 à 20 jours. Elle est assurée par les deux sexes à tour de rôle, par périodes d'une heure et demie à deux heures et demie, qui peuvent se prolonger jusqu'à quatre heures par mauvais temps. Comme c'est le cas pour la plupart des pics, le mâle assure souvent l'incubation nocturne.

#### Jeunes au nid

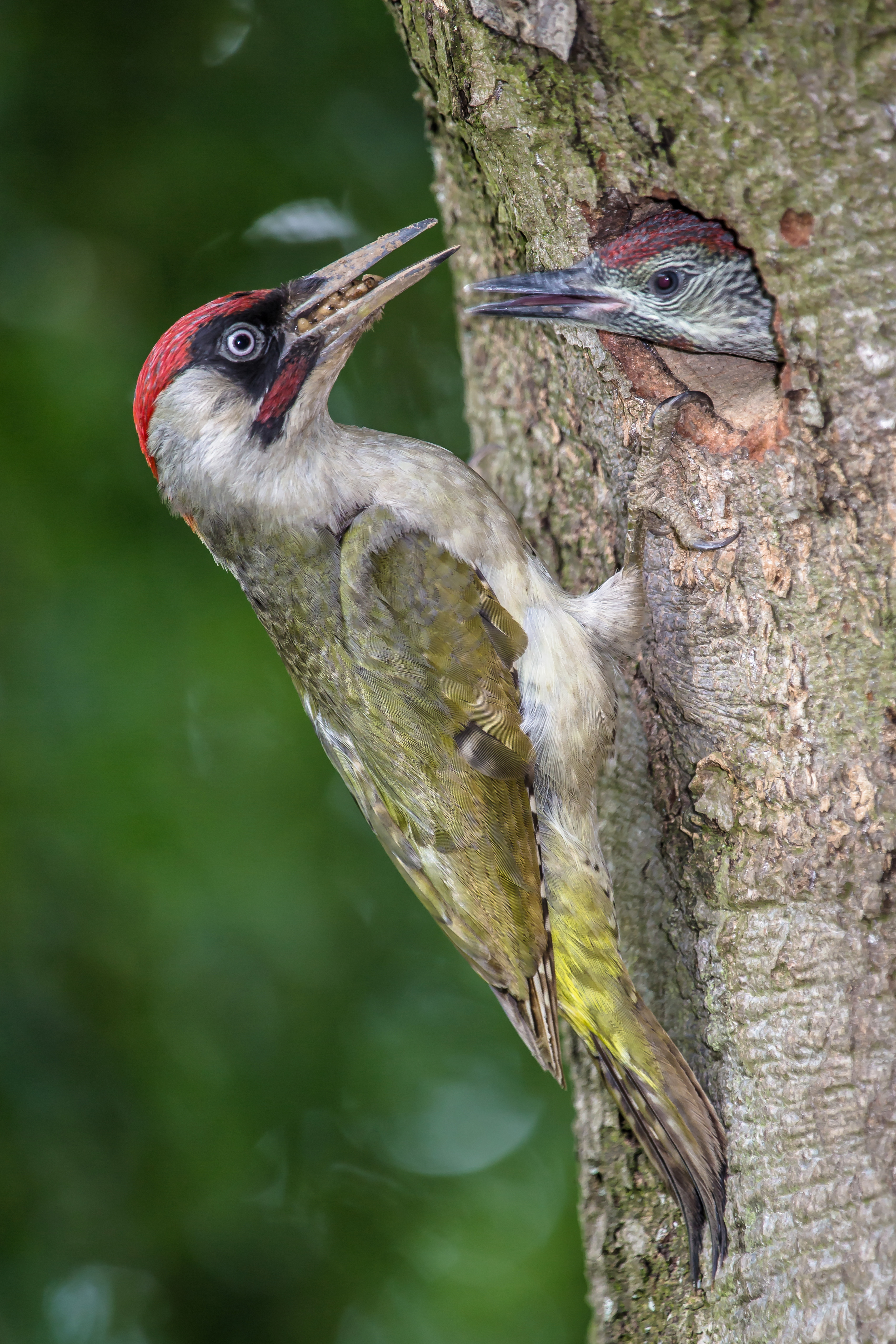
Mâle nourrissant un jeune au nid dans le parc naturel de Bergstraße-Odenwald, en Allemagne.

Les œufs d'un même nid éclosent les uns après les autres. Une nichée peut donc comprendre des oisillons à un stade de développement assez différent. Les coquilles d'œuf et les œufs non éclos sont évacués par les parents.
Comme tous les pics, les jeunes Pics verts à l'éclosion sont nidicoles et altriciaux : ils sont nus et aveugles. Ils doivent se blottir les uns contre les autres pour se tenir chaud et sont complètement dépendants de leurs parents, qui les couvrent pendant leurs premiers jours. Les jeunes développent rapidement un bourrelet de couleur claire à la commissure du bec, qui sert à guider les parents dans l'obscurité de la loge.
Les deux parents assurent le ravitaillement toutes les une à deux heures, le temps de rassembler l'équivalent de huit à dix portions. Ils apportent à leurs jeunes de la nourriture régurgitée — des invertébrés réduits en bouillie – qu'ils commencent par leur fourrer dans le gosier. Par la suite, ils déposent la nourriture dans leur bec,. Quand les jeunes sont encore petits, les parents entrent dans la loge pour les nourrir. À ce stade, les jeunes réclament « en criant « èk-èk-èk » en rythme », uniquement quand leurs parents arrivent. Par la suite, ils réclament constamment. Après environ dix jours, les jeunes commencent à grimper l'intérieur de la loge et à sortir la tête par le trou d'entrée pour réclamer. Les membres de la fratrie se bousculent pour être les mieux placés et quémandent agressivement, au point de donner des coups de bec à leurs parents quand ils arrivent, ce qui incite ces derniers à espacer leurs visites progressivement.
Pendant les premiers jours, les parents assurent l'hygiène du nid en évacuant ou en mangeant les sacs fécaux. Ils y renoncent par la suite, peut-être à cause du manque de place dans l'intérieur de la loge ou parce que les fientes sont devenues trop grosses. Le temps que les jeunes s'envolent, le plancher de la loge est devenu couvert de fientes et de restes de nourriture.
Après quelque temps, les parents cessent de nourrir leurs jeunes à l'entrée de la loge. Ils se perchent dans les branches avoisinantes, parfois dans un arbre voisin, en émettant de petits cris pour inciter ceux-ci à quitter la loge. Les conditions de vie dans la loge, devenue sale et bondée, peuvent aussi contribuer à la décision des jeunes. Après qu'ils sont sortis, les parents se les répartissent et s'occupent chacun d'un groupe pendant une durée qui va jusqu'à sept semaines.

#### Succès reproducteur
Le Pic vert affiche un taux de succès reproducteur assez élevé, comme c'est typiquement le cas pour les oiseaux nichant dans des cavités. En règle générale, un couple peut mener jusqu'à l'envol deux à cinq jeunes, voire six ou sept. L'étude des archives du BTO, qui porte sur 252 nids, montre un taux d'éclosion de 86,8 % et un taux de jeunes à l'envol de 95,3 %. L'échec d'une nichée peut tenir à un événement météorologique, à la prédation ou au déplacement forcé par un autre cavernicole, comme l'Étourneau sansonnet, ou l'Écureuil gris en Grande-Bretagne, où il est envahissant. Le Pic vert peut aussi être dérangé par l'être humain.

### Survie

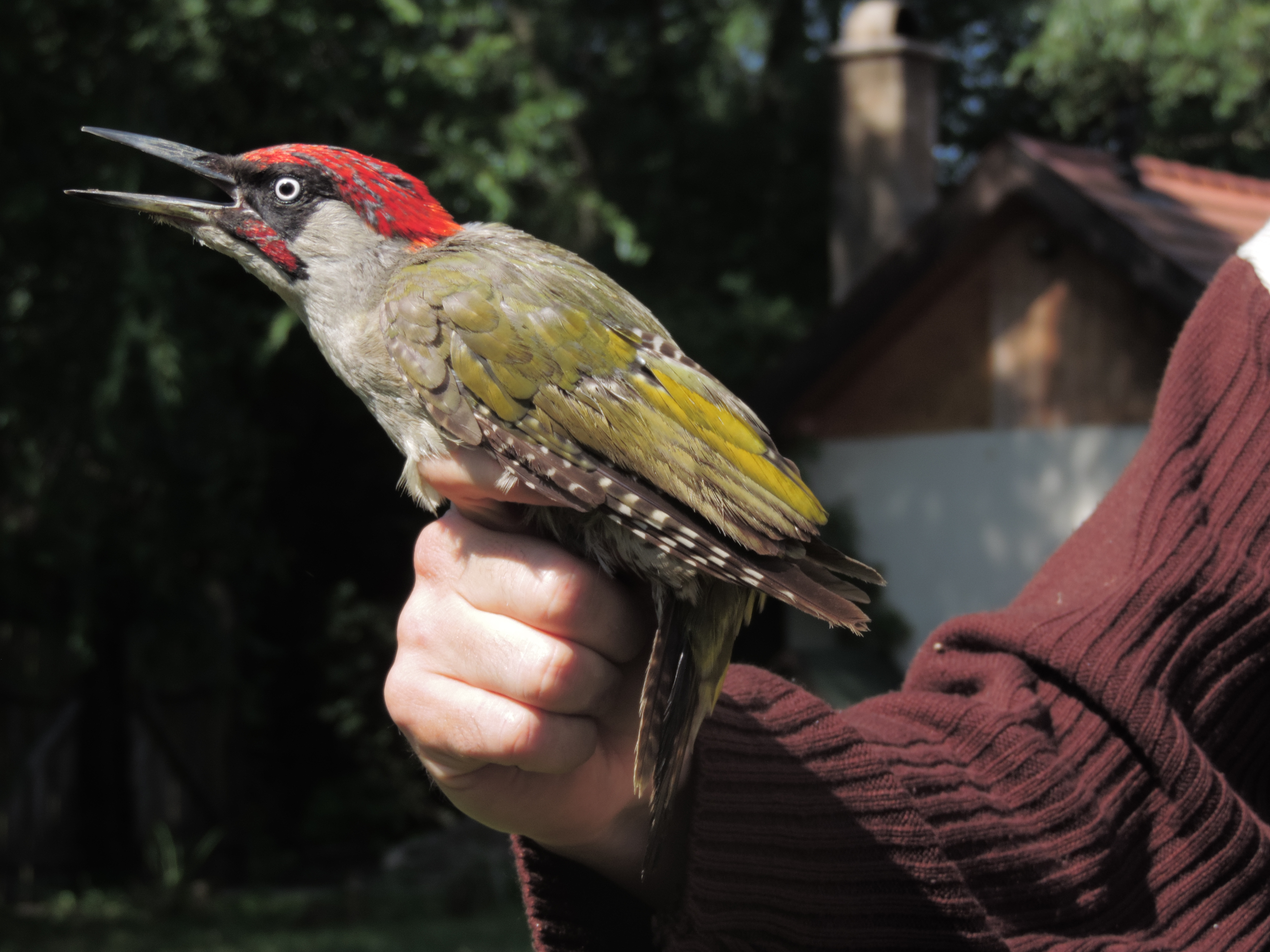
Le baguage, seule manière de suivre la longévité des oiseaux.

La plus grande longévité enregistrée chez un Pic vert bagué européen était, en 2017, de 15 ans et 1 mois pour un oiseau britannique tué par une voiture, suivie par une donnée de 12 ans et 10 mois pour un oiseau tchèque en vie, contrôlé par le bagueur,.
Le Pic vert n'est la proie principale d'aucun prédateur, mais il peut être la proie occasionnelle de rapaces diurnes ou nocturnes : Faucon pèlerin (Falco peregrinus), Faucon lanier (Falco biarmicus), Autour des palombes (Accipiter gentilis), Épervier d'Europe femelle (Accipiter nisus), le mâle étant trop petit, Aigle royal (Aquila chrysaetos), Chouette hulotte (Strix aluco) ou encore Hibou grand-duc (Bubo bubo). Le Pic vert peut également être tué par des mammifères comme la Martre des pins (Martes martes), l'hermine (Mustela erminea) ou la Belette d'Europe (Mustela nivalis). S'il cherche de la nourriture sur une pelouse, il peut être une proie facile pour un chat féral ou domestique.
Le Pic vert peut aussi être victime des activités humaines. En se rapprochant des habitations, il prend le risque de heurter une vitre ou une voiture. Un rapport belge sur le risque de collision des oiseaux avec les lignes à haute tension montre que les picidés en général et le Pic vert en particulier y sont vulnérables. Une étude menée dans le sud-ouest de l'Espagne met également en avant un Pic de Sharpe, cousin du vert, mort par électrocution.
Le Pic vert est susceptible de contracter diverses maladies. Comme beaucoup d'espèces d'oiseaux, il peut porter Syngamus trachea, un ver rond provoquant une maladie respiratoire. À l'été et l'automne 2015, une flambée de mortalité chez les pics en Allemagne a conduit à l'accueil de vingt-cinq pics, dont douze Pics verts, dans une clinique vétérinaire allemande. Dix-neuf pics étaient encore vivants, mais présentaient des signes neurologiques (apathie, parésie des pattes, opisthotonos, etc.), et six étaient déjà morts. Plusieurs étaient porteurs de traumatismes (fractures ou hémorragie). Leur examen clinique a montré la présence de plusieurs agents infectieux : Sarcocystis calchasi, des cestodes, des espèces de Proteus, Clostridium perfringens ou encore Clostridium paraputrificum. Toxoplasma gondii a été détecté chez un Pic vert montrant des signes neurologiques, avec des kystes protozoaires typiques dans le cerveau. Mycoplasma gypis a également été isolé dans la trachée d'un Pic vert, sans être associé à des signes respiratoires ou à une conjonctivite. Dans l'ensemble, les signes neurologiques étaient multifactoriels.
La cause de mort la plus fréquente pour le Pic vert est la faim, lors d'hivers rigoureux, avec d'abondantes chutes de neige qui l'empêchent de trouver des fourmis,. Les populations les plus septentrionales ou les plus montagnardes sont donc les plus vulnérables au déclin.

### Comportement social
Comme la plupart des pics, le Pic vert n'est pas grégaire, mais solitaire. Il tolère assez peu la présence d'autres Pics verts. Il ne se rassemble pas en troupes et ne forme pas de dortoirs. Il ne cherche pas sa nourriture à plusieurs et le fait même assez rarement en couple. Il tend au contraire à protéger ses ressources (arbres avec des loges pour dormir ou sources abondantes de fourmis) contre ses conspécifiques. En cas de dispute, les confrontations se font généralement mâle contre mâle et femelle contre femelle. En cas de confrontation d'un sexe contre l'autre, le mâle est systématiquement dominant. La défense du domaine vital passe rarement par un affrontement physique : le plus souvent, les deux individus adoptent une série de comportements stéréotypés, comme hocher la tête ou ouvrir et remuer les ailes. Ces comportements peuvent être repris lors des parades nuptiales.
Bien qu'ils occupent volontiers les parcs, jardins et cimetières, les Pics verts restent des oiseaux assez discrets et farouches. Ils sont difficiles à approcher par l'homme et s'envolent facilement.

### Soin du plumage

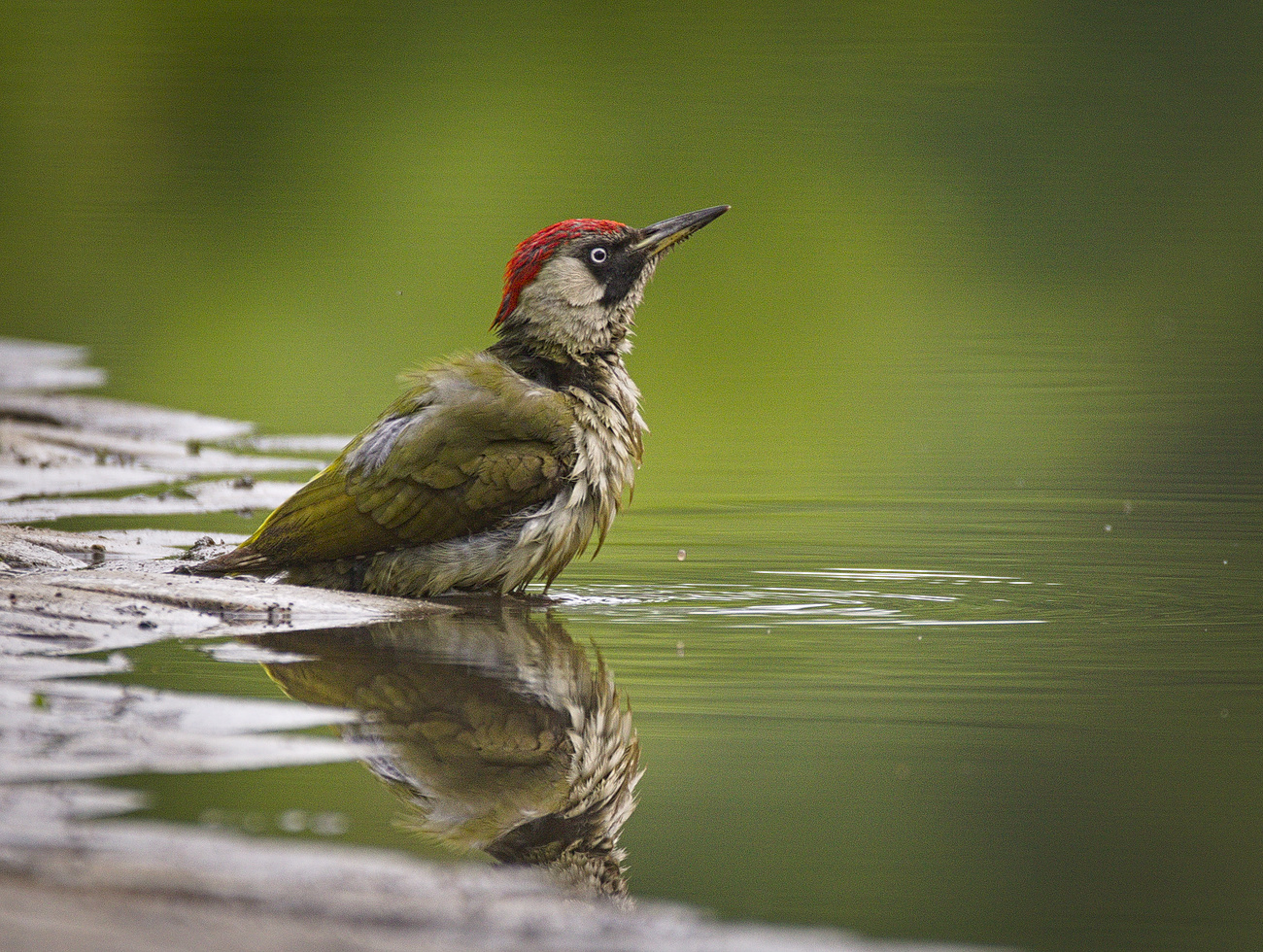
Pic vert femelle en train de prendre son bain, en Pologne.

Comme tous les oiseaux, le Pic vert consacre une partie importante de la journée à sa toilette : à l'aide de son bec, il stimule sa glande uropygienne, puis se lisse les plumes pour arranger son plumage et enlever la poussière et une partie de ses ectoparasites. Une séance de toilette consiste typiquement à s'ébrouer, à hérisser ses plumes, avant de les peigner individuellement avec son bec. Le Pic vert est capable de se contorsionner pour atteindre les plumes en haut du dos. Il ne pratique pas le toilettage mutuel (allopreening) avec un autre individu.
Le Pic vert pratique régulièrement les bains de soleil, le plus souvent sur un perchoir, mais parfois aussi au sol. Il s'oriente généralement face au soleil puis hérisse les plumes de sa calotte, ouvre le bec et étale les plumes des ailes et de la queue. Il peut lui arriver de somnoler pendant quelques minutes. Les raisons pour lesquelles plusieurs espèces d'oiseaux pratiquent ces bains ne sont pas connues avec certitude : absorption ou évacuation de la chaleur, élimination des parasites du plumage, production de vitamine D, simple plaisir ?
Le Pic vert prend également d'autres bains : de poussière, d'eau, mais aussi de fourmis. Le Pic vert pratique le formicage à la fois passif et actif. Dans le premier cas, il s'assied parmi les insectes et les laisse envahir son plumage, en se contentant d'écarter les plumes des ailes et de la queue pour faciliter la montée des fourmis. Dans le second cas, il prélève une ou plusieurs fourmis avec son bec et se toilette vigoureusement avec. Dans les deux cas, l'objectif est de forcer les fourmis à émettre de l'acide formique, mais comme pour les bains de soleil, la cause n'est pas connue avec certitude : élimination des parasites, toilettage du plumage, facilitation de la mue ou auto-stimulation ? Une autre hypothèse est que le Pic vert force les fourmis à émettre leur acide pour les rendre ensuite plus comestibles. Aucune de ces explications ne fait l'objet d'un consensus.

## Répartition et habitat

### Répartition

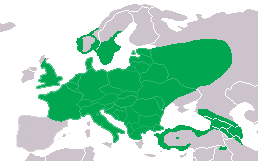
Carte de répartition du Pic vert.

Ce pic peuple une grande partie de l'Europe. D'ouest en est, son aire de répartition inclut la Grande-Bretagne sauf le nord de l'Écosse, l'Europe de l'Ouest sauf la péninsule Ibérique, la Russie européenne et le Caucase jusqu'à la mer Caspienne ; du nord au sud, elle s'étend du sud de la Scandinavie (sud de la Norvège et de la Suède) à l'Italie, aux Balkans et à la Turquie.
Le Pic vert ne niche pas en Finlande ni dans les petites îles de la mer Baltique. Il n'est pas non plus présent dans les îles de la mer Méditerranée, de la mer Adriatique, de la mer Égée ni de la mer Ionienne. Il est tout aussi absent des îles Anglo-Normandes et de l'Irlande. Des individus erratiques peuvent toutefois être observés dans ces régions.
Des populations isolées se trouvent au nord-est de l'Irak et au sud-ouest de l'Iran. Sa présence au Turkménistan est sujette à caution : il n'y a été observé que dans le Kopet-Dag, à la frontière avec l'Iran, et le dernier signalement remonte au début des années 1990.

### Habitat

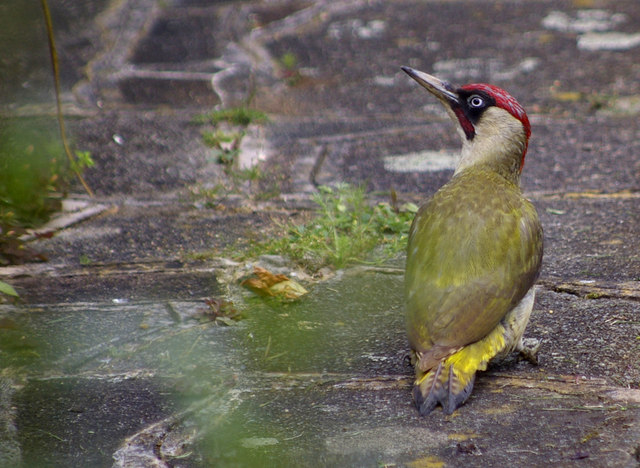
Pic vert cherchant sa nourriture entre les pavés dans le borough londonien d'Enfield.

Le Pic vert a besoin, pour nicher, de boisements de feuillus ouverts et matures et, pour se nourrir, d'herbages courts pâturés ou fauchés.
Le Pic vert favorise les forêts et bois feuillus ou mixtes. Même en Norvège, où les conifères prédominent, les Pics verts se rencontrent plus souvent dans les forêts mixtes, où les feuillus sont majoritaires. Ils préfèrent généralement les arbres à bois tendre, plus faciles à creuser, sans pour autant éviter les arbres à bois dur. Ils apprécient également les parcs arborés, les boisements semi-artificiels avec des clairières, les jeunes plantations peu denses à proximité d'herbages et les terres agricoles avec des bosquets et des haies d'arbres.
À l'instar de son proche cousin, le Pic de Sharpe, le Pic vert est le moins forestier des pics. Il a besoin de milieux ouverts couverts d'herbe, où les fourmis abondent : prés, pâturages, prairies, landes, jusqu'aux espaces herbeux des dunes et des milieux littoraux. Il s'est bien adapté aux nouvelles surfaces herbeuses créées par l'homme : pâturages permanents en milieu agricole, gazons en milieu résidentiel. L'usage massif d'insecticides lui est très défavorable et, inversement, la présence de zones non traitées peut être vitale pour lui.
La plupart des Pics verts se trouvent à faible altitude : dans les Alpes, les Balkans, les Carpates ou les monts Zagros, l'espèce ne dépasse guère 1 200 m d'altitude. Dans ces régions, les Pics verts préfèrent généralement les boisements plus chauds, en adret, avec à proximité des prairies, des clairières ou des couloirs d'avalanche. Sa nidification a été prouvée à 2 120 m dans le Valais, en Suisse et à 3 000 m dans le Caucase.
Le Pic vert devient de plus en plus synanthrope, c'est-à-dire qu'il se rapproche des humains : il est désormais souvent présent dans les parcs, jardins, cimetières, golfs et terrains de sport, jusqu'au cœur des villes. En Île-de-France, par exemple, il est présent dans le cimetière parisien de Bagneux et celui de Pantin, ainsi que dans les bois et les forêts du Grand Paris. S'il est décrit comme « nicheur possible » vers 1970 au square des Batignolles, il s'est vraisemblablement installé dans Paris intra-muros au début du XXe siècle. Il se trouve au parc Montsouris, au parc des Buttes-Chaumont, au parc de Bercy, au Jardin des plantes, au Jardin du Luxembourg et au cimetière du Père-Lachaise, tous dotés de pelouses avec de vieux arbres. Au Royaume-Uni, il a recolonisé l'Inner London à partir des années 1990 et se trouve désormais aussi bien dans les petits espaces verts que dans les grands parcs de la moitié occidentale de la zone. Le Pic vert niche également dans les centres-villes de Berlin et de Varsovie.

### Effectifs
L'Europe concentre près de 95 % de la population mondiale de Pics verts, qui est estimée entre 1,24 et 2,23 millions d'individus adultes. Sa tendance est stable, sauf dans les Pays baltes, la Biélorussie et l'Ukraine, où la population est en déclin. La France possède la population nationale la plus importante et concentre à elle seule un quart des effectifs, avec une estimation de 150 000 à 300 000 couples.
L'importance des effectifs du Pic vert, leur vaste distribution et leur tendance stable entraînent son classement en espèce de préoccupation mineure par l'Union internationale pour la conservation de la nature (UICN).
Le tableau ci-dessous fournit les effectifs et leur tendance dans tous les pays européens où le Pic vert est documenté quantitativement, sur la base des données de Birdlife International en 2015. La qualité des données est décrite comme suit :
- bonne : bon état de connaissance — donnée quantitative fiable disponible pour l'ensemble du pays et sur toute la période ;
- moyenne : état de connaissance moyen — données à disposition médiocres, périmées ou incomplètes ;
- mauvaise : état de connaissance médiocre — peu connu, sans donnée quantitative disponible.

| Pays/Territoire    | Nombre de couples   | Tendance depuis 2000 | Qualité des données |
| ------------------ | ------------------- | -------------------- | ------------------- |
| Albanie            | 1 000 à 1 500       | - 10 à - 20 %        | mauvaise            |
| Allemagne          | 42 000 à 76 000     | + 42 à 77 %          | bonne               |
| Andorre            | 50 à 100            | ?                    | moyenne             |
| Arménie            | 300 à 600           | ?                    | moyenne             |
| Autriche           | 16 000 à 26 000     | stable               | moyenne             |
| Azerbaïdjan        | 2 000 à 8 000       | ?                    | mauvaise            |
| Belgique           | 7 900 à 10 200      | stable               | moyenne             |
| Biélorussie        | 18 000 à 24 000     | stable               | moyenne             |
| Bosnie-Herzégovine | 5 000 à 8 000       | ?                    | mauvaise            |
| Bulgarie           | 2 400 à 4 200       | stable               | moyenne             |
| Croatie            | 8 000 à 9 000       | ?                    | mauvaise            |
| Danemark           | 5 000               | - 60 %               | moyenne             |
| Estonie            | 20 à 50             | - 50 à - 70 %        | moyenne             |
| France             | 200 000 à 350 000   | stable               | moyenne             |
| Géorgie            | présent             | ?                    | ?                   |
| Grèce              | 5 000 à 10 000      | ?                    | mauvaise            |
| Hongrie            | 8 300 à 11 400      | ?                    | moyenne             |
| Italie             | 60 000 à 120 000    | + 70 à 80 %          | moyenne             |
| Kosovo             | 1 200 à 2 000       | ?                    | moyenne             |
| Lettonie           | 34 360 à 71 160     | ?                    | moyenne             |
| Liechtenstein      | 30 à 40             | stable               | moyenne             |
| Lituanie           | 400 à 800           | stable               | moyenne             |
| Luxembourg         | 250 à 400           | fluctue (0 à 30 %)   | moyenne             |
| Macédoine du Nord  | 2 500 à 10 000      | ?                    | mauvaise            |
| Moldavie           | 1 à 5               | fluctue              | moyenne             |
| Monténégro         | 600 à 800           | ?                    | mauvaise            |
| Norvège            | 3 000 à 6 500       | ?                    | mauvaise            |
| Pays-Bas           | 9 314 à 11 384      | + 29 à 86 %          | moyenne             |
| Pologne            | 51 000 à 55 000     | - 10 à 30 %          | bonne               |
| Roumanie           | 60 000 à 120 000    | ?                    | mauvaise            |
| Royaume-Uni        | 47 000 à 58 000     | + 18 %               | moyenne             |
| Russie             | 30 000 à 70 000     | ?                    | mauvaise            |
| Serbie             | 7 500 à 11 000      | stable               | moyenne             |
| Slovaquie          | 1 200 à 2 000       | stable               | moyenne             |
| Slovénie           | 9 000 à 15 000      | - 0 à 28 %           | bonne               |
| Suède              | 10 000 à 18 000     | - 19 à 41 %          | moyenne             |
| Suisse             | 6 000 à 12 000      | stable               | moyenne             |
| Tchéquie           | 9 000 à 18 000      | stable               | moyenne             |
| Turquie            | 8 000 à 12 000      | stable               | mauvaise            |
| Ukraine            | 500 à 800           | - 5 à 10 %           | mauvaise            |
| Europe des 27      | 515 000 à 899 000   | en hausse            |                     |
| Europe             | 587 000 à 1 050 000 | en hausse            |                     |

### Mouvements
Le Pic vert est sédentaire : il ne migre pas. La plupart des individus conservent le même domaine vital toute l'année. Une fois installés dans une zone répondant à leurs besoins, il est rare qu'ils déménagent. En revanche, ils peuvent quitter leur territoire de nidification en automne ou en hiver pour un territoire où la nourriture est abondante : jardins, vergers ou terres agricoles. Ils peuvent aussi effectuer des mouvements altitudinaux, c'est-à-dire descendre vers la plaine depuis un territoire montagneux, couvert par la neige en hiver.
La dispersion post-juvénile est elle aussi assez limitée : les jeunes, mis dehors par leurs parents à la fin de l'été, tendent à rester assez près de l'endroit où ils sont nés. En Grande-Bretagne, la distance moyenne entre le baguage et la reprise est de 1 km pour les adultes et 3 km pour les jeunes, avec un record de 71 km durant l'hiver rigoureux de 1963. En Norvège, les reprises se font dans un rayon de 20 km. Un record a été enregistré à 170 km.

## Systématique
Le Pic vert a été formellement décrit par le naturaliste suédois Carl von Linné en 1758 et conserve le nom binominal établi par ce dernier, Picus viridis.

### Synonymie
Picus viridis Linnaeus, 1758 a pour synonymes :
- Gecinus viridis Boie, 1831
- Malacolophus (Brachylophus) viridis Swainson
- Chloropicus viridis Malherbe, 1828
- Colaptes pinetorum, frondium, virescens et viridis, Brehm
- Gecinus pinetorum, frondium, virescens et viridis, Brehm

### Phylogénie

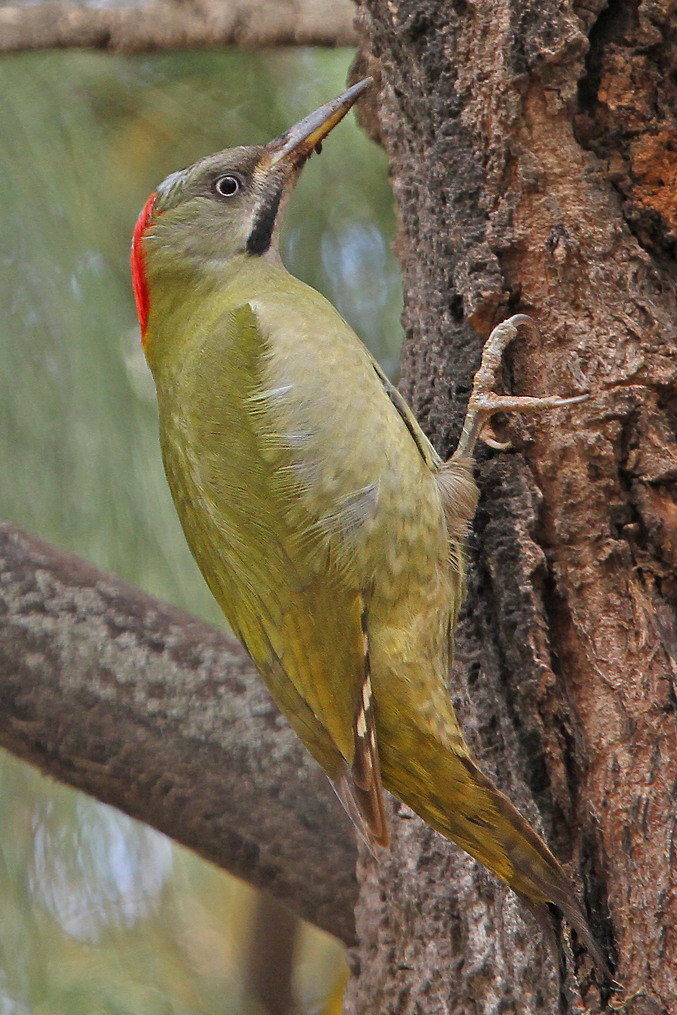
Femelle de l'espèce proche présente au Maghreb Pic de Levaillant (P. vaillantii), ici au Maroc.

Le Pic vert appartient au genre Picus, qui regroupe des espèces de pics de l'Ancien Monde, depuis la Grande-Bretagne jusqu'à l'Asie du Sud-Est, Afrique du Nord incluse. La plupart ont pour point commun d'avoir un plumage de base vert et plusieurs sont des pics terrestres, qui se nourrissent de fourmis dans des espaces ouverts. Tous creusent des loges dans les arbres pour nidifier ou pour dormir. Au sein de ce genre, seules deux espèces sont sympatriques avec le Pic vert, c'est-à-dire qu'on les trouve dans la même zone géographique : le Pic cendré (Picus canus) et plus ponctuellement le Pic de Sharpe (Picus sharpei).
Deux espèces étaient auparavant considérées comme des sous-espèces du Pic vert : le Pic de Sharpe, qui vit dans les Pyrénées et la péninsule Ibérique, et le Pic de Levaillant (Picus vaillantii), endémique à l'Afrique du Nord, depuis le centre du Maroc jusqu'à la Tunisie. Le statut taxonomique de ce dernier était néanmoins controversé, plusieurs auteurs le considérant comme une espèce distincte, mais étroitement apparentée,,.
Une étude systématique combinant analyse moléculaire, plumage et morphologie, menée en 2011 a poussé le Congrès ornithologique international à l'élever au rang d'espèce sous le nom Picus vaillantii (Malherbe, 1847). Selon les analyses de temps de divergence, les deux espèces se seraient séparées au Pléistocène, il y a 1,6 à 2,2 millions d'années. Le Pic de Levaillant (Picus vaillantii) se distingue extérieurement du Pic vert par une moustache entièrement noire et bordée de blanc chez le mâle. Les couvertures auriculaires et la zone oculaire sont gris-vert. Le dessous est pâle et les flancs sont barrés. Pic de Levaillant et Pic vert sont allopatriques : ils ne vivent pas au même endroit. Aucun hybride entre les deux n'a été documenté.

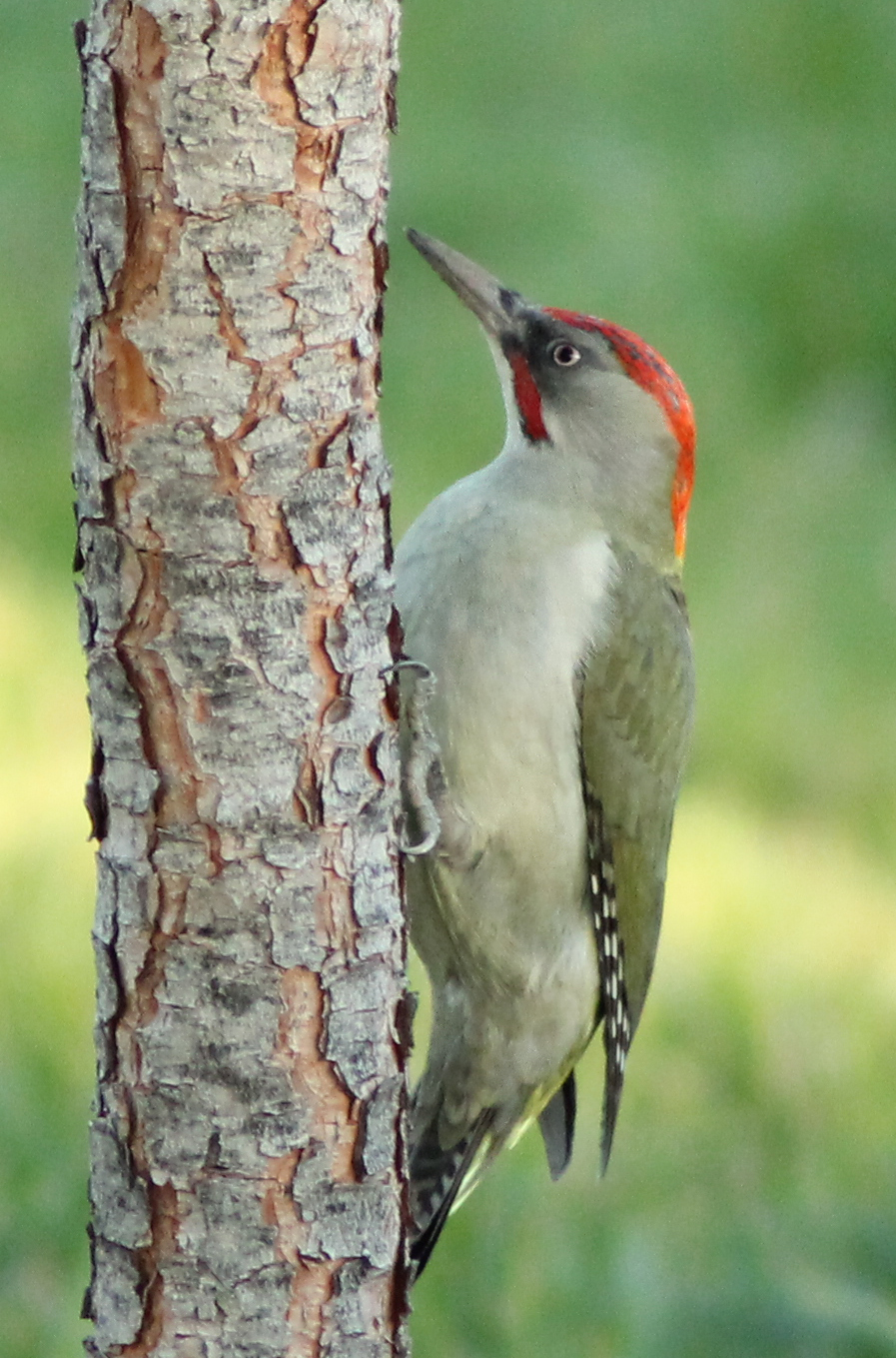
Mâle de l'espèce proche présente sur la péninsule ibérique Pic de Sharpe (P. sharpei), ici à Madrid.

D'autres travaux, également menés en 2011, ont aussi conduit à élever au rang d'espèce sous le nom de Picus sharpei (Saunders, 1872), la population ibérique jusque-là considérée comme une sous-espèce. Elle se distingue du Pic vert d'Eurasie par une face plus grise, l'absence de masque noir et des sous-caudales non barrées. En 2020, une étude de la région COI-5P, la plus fréquemment utilisée pour le barcoding moléculaire, a confirmé la séparation des deux espèces, qui ont divergé il y a 0,7 à 1,2 million d'années.
Le Pic de Sharpe est présent au Portugal et en Espagne, mais depuis la fin du XIXe siècle, il est aussi attesté au nord des Pyrénées, jusqu'au delta du Rhône, où il cohabite avec le Pic vert. Sur la base des collections de Pics verts conservés dans les musées d'histoire naturelle de la région Languedoc-Roussillon et au Muséum national d'histoire naturelle, une zone d'hybridation secondaire allant du sud-ouest des Pyrénées-Orientales jusqu'à Béziers a été suggérée en 1997. Pour étudier cette hypothèse, 29 Pics verts adultes ont été capturés entre 2004 et 2009 en Languedoc-Roussillon. Il en ressort que la proportion d'individus capturés qui sont visiblement des Pics de Sharpe décroît au fur et à mesure que l'on remonte vers le nord-est : quelques oiseaux de l'Aude et tous ceux de l'Hérault sont de type intermédiaire, ce qui confirme une zone d'hybridation étroite, mais stable dans le temps.
D'après la classification de référence (version 13.2, 2023) du Congrès ornithologique international, l'espèce Picus viridis est constituée des trois sous-espèces suivantes (ordre phylogénique) :
- Picus viridis viridis (Linnaeus, 1758)

Sous-espèce nominale, présente dans le nord et le centre de l'Europe ;
- Picus viridis karelini (Brandt, 1841)

Présente dans le sud-est de l'Europe (de l'est de l'Italie jusqu'en Bulgarie), la Turquie, le nord de l'Iran et le sud-ouest du Turkménistan. Ces oiseaux sont légèrement plus petits, avec un dessous vert plus terne que la sous-espèce nominale ;
- Picus viridis innominatus (Zarudny & Loudon, 1905)

La sous-espèce la moins connue, isolée géographiquement, présente dans les monts Zagros, à l'extrême nord-est de l'Irak et au sud-ouest de l'Iran. Elle ressemble à karelini, avec les côtés de la tête et le dessus très pâles, le dessus moins vert et plus gris, les ailes et la queue fortement barrées.
Ces différences morphologiques restent ténues et assez inexploitables sur le terrain pour l'identification.

## Paléontologie
Des fossiles de Pic vert datés du Pléistocène inférieur, moyen et supérieur, et de l'Holocène (périodes remontant jusqu'à 2,59 millions d'années avant le présent), ont été retrouvés en Allemagne, Angleterre, Autriche, Croatie, Espagne, France, Italie et République tchèque. Des représentants de l'ordre des Piciformes étaient présents en Europe dès le début du Paléogène, représentés par la famille actuellement exclusivement tropicale des Capitonidae et la famille fossile des Zygodactylidae.

## Le Pic vert et l'être humain

### Le Pic vert dans la culture

#### En Grèce antique
Le Pic vert est connu en Grèce antique sous les noms κελεóς / keleos ou κoλιóς / kolios. Aristote le décrit dans son Histoire des animaux comme un oiseau similaire à la πιπώ / pipо̄ (un Picidé), de même taille que le τρυγών / trygо̄n (une tourterelle) et complètement vert. Il frappe et creuse le bois avec violence et se nourrit de ce qu'il y trouve. Il a une voix sonore et se trouve principalement dans le Péloponnèse et les contrées voisines. Le Pic vert est toujours présent en Grèce, bien que la déforestation l'ait largement repoussé en Grèce continentale, seule une petite population subsistant jusqu'en Achaïe.
L'espèce apparaît également dans la mythologie grecque : selon Antoninus Liberalis (reprenant Boïos), Céléos est l'un des Crétois qui tentent de dérober le miel des abeilles installées dans la grotte sacrée où Rhéa donne naissance à Zeus. Pour les punir, ce dernier les transforme en oiseaux « porteurs de présages » : Céléos est métamorphosé en Pic vert,. Ce récit fait peut-être prosaïquement écho à l'habitude de certains Pics verts, en hiver, de fracturer les ruches pour accéder au miel. Cette pratique, connue depuis l'Antiquité, explique d'ailleurs pourquoi le Pic vert est appelé meletà, le « guêpier », en lituanien. Pour Pline l'Ancien, l'on peut se prémunir contre les piqûres d'abeilles, quand on récolte le miel, en portant un bec de Pic vert par devers soi.
Un autre lien existe entre le Pic vert et Zeus : dans la comédie Les Oiseaux, Aristophane fait dire au coryphée : « Mais crois-tu qu'on voie de sitôt Zeus rétrocéder son sceptre au piquebois ? » La philologue Jane Ellen Harrison suggère que ce vers fait allusion au remplacement par Zeus d'un ancien dieu pic, peut-être Céléos, roi d'Éleusis (personnage distinct du Céléos de Crète). Ce dernier fait bon accueil à la déesse Déméter alors qu'elle cherche sa fille Perséphone. En remerciement, Déméter donne les premiers grains de blé à Triptolème, fils de Céléos, qui devient le premier laboureur. La manière dont le Pic vert fouille la terre avec son bec n'est d'ailleurs pas sans rappeler le travail des araires en bois.

#### En Italie antique

Emblème de la région italienne des Marches, reprenant l'image du Pic vert.

Dans l'Italie antique, les Picentes, également connus sous le nom de Piceni ou Picentini, sont un peuple italique habitant la plaine côtière entre les Apennins et la mer Adriatique, dans les actuelles régions des Marches et des Abruzzes. Strabon rapporte que « suivant la tradition, un pivert aurait servi de guide aux chefs qui les conduisaient ; de là leur nom, car le pivert dans leur langue s'appelle picus et ils le considèrent comme l'oiseau sacré de Mars. » 
De nos jours, le Pic vert sert d'emblème à la région des Marches. L'Ascoli Calcio 1898 FC, équipe de football d'Ascoli Piceno, endroit supposé où le Pic vert mythique aurait mené les Sabins, est surnommé il Picchio, « le pic ». À Monterubbiano, la fête de Sciò la Pica (« chasse au pic »), célébrée à la Pentecôte, consiste à suivre le vol du Pic vert mythique en agitant des rameaux de cerisier.
Le pic est également très présent dans la mythologie et la religion romaine, où il est associé au tonnerre et à Mars, mais avec une certaine confusion entre les espèces, puisque le « pic de Mars » semble plutôt être le Pic noir, à qui Linné donne d'ailleurs le nom binominal de Picus Martius,.
Ovide raconte dans ses Métamorphoses la légende de Picus, un ancien roi du Latium dont s'éprend la magicienne Circé. Picus, déjà marié, repousse ses avances. Pour se venger, Circé le transforme en oiseau : « Il voit son corps se couvrir de plumes et il arrive soudain dans les forêts du Latium, indigné, sous l'aspect d'un oiseau nouveau, qui plante dans les chênes sauvages son bec dur et, plein de colère, donne des coups aux longues branches. Ses plumes ont pris la teinte pourpre de sa chlamyde, l'or de la fibule qui avait mordu son vêtement s'est fait plumage, sa nuque est entourée d'or fauve, et de son passé rien ne reste à Picus, si ce n'est son nom. » Ce pic, souvent présenté par les traducteurs comme un Pic vert, ne correspond à aucune des espèces connues actuellement en Europe.

#### Dans le folklore européen
En Europe, le Pic vert est largement associé au temps qu'il fait : son cri est réputé annoncer et même faire venir la pluie. Lui-même est qualifié d'« oiseau de pluie » au travers de différents noms vernaculaires : rainfowl en anglais, Gießvogel en allemand, etc. En France, il est connu comme le « pleu-pleu » dans certaines régions et l'ethnologue Eugène Rolland rapporte le proverbe « Lorsque le pivert crie, il annonce la pluie ». Dans son livre L'Oiseau, Jules Michelet note que, par temps de sécheresse, le Pic vert « appelle la pluie, criant toujours : Plieu ! plieu ! Le peuple comprend ainsi son cri ; il l'appelle dans la Bourgogne le Procureur du meunier ; pic et meunier, si l'eau ne tombe, chôment et risquent de jeûner. »

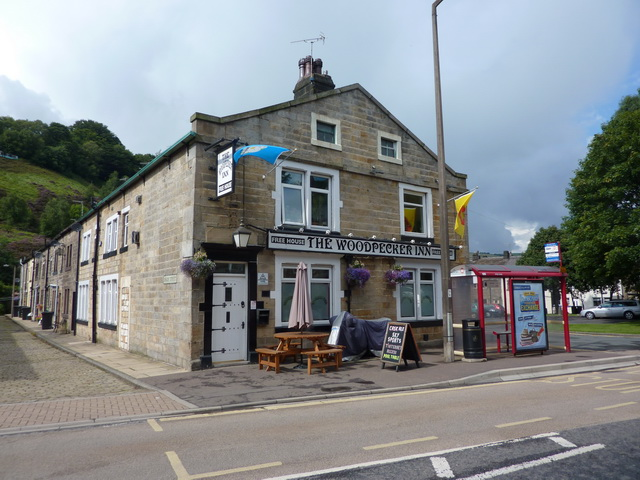
Un Pic vert sert d'enseigne à une auberge de Todmorden (Yorkshire de l'Ouest), le Woodpecker Inn.

L'origine de cette association entre Pic vert et pluie semble tenir à une légende issue du livre de la Genèse : à la création du monde, Dieu demande aux oiseaux dotés d'un bec puissant de l'aider à creuser les torrents, rivières et fleuves. Seul le Pic vert refuse, par fainéantise. Pour le punir, Dieu le condamne à ne jamais boire dans les cours d'eau, mais à devoir compter sur la pluie pour étancher sa soif, c'est pourquoi le Pic vert appelle la pluie de ses cris. En réalité, le Pic vert boit bel et bien dans les mares et cours d'eau. L'image d'un oiseau perpétuellement assoiffé explique pourquoi il sert fréquemment d'enseigne aux pubs et auberges en Grande-Bretagne. Il apparaît également sur l'étiquette du Woodpecker Cider, un cidre doux créé en 1894 dans le Herefordshire.
Le Pic vert est également associé à une plante magique, appelée « herbe du pic » en français, spring-wort ou moonwort en anglais ou encore Springwurzel en allemand. L'idée apparaît déjà chez Pline l'Ancien : « Seuls des oiseaux, ils élèvent leurs petits dans des trous d'arbres. On croit vulgairement que si un berger en bouche l'entrée avec un coin, ils le font tomber en y appliquant une certaine herbe. Trébius rapporte qu'un clou ou un coin, enfoncé avec autant de force qu'on voudra dans l'arbre où ils ont leur nid, est chassé de l'arbre, qui éclate dès que l'oiseau se pose sur le clou ou le coin. »
Dans les récits folkloriques, la plante a la propriété de conférer une force surnaturelle à celui qui s'en enduit : ainsi, le Pic vert, qui la frotte contre son bec, est capable de creuser même les chênes les plus durs. Dans le Berry, on dit que cette plante est très difficile à trouver, d'où le « rire » de l'oiseau, qui se moque de ceux qui la cherchent en vain. En Normandie, on recommande de boucher la loge du Pic vert avec un morceau de bois ou de fer : l'oiseau est alors forcé de recourir à sa plante et il suffit de placer une étoffe écarlate à proximité pour qu'il la jette dedans. En Allemagne, on peut utiliser la plante pour ouvrir les serrures sans clef.
Le Pic vert entre dans la composition de plusieurs remèdes de bonne femme : en France, il protège de la magie noire quand on le mange entier, avec ses plumes. Dans le Tyrol autrichien, sa chair guérit l'épilepsie. Dans l'Allemagne médiévale, on boit du vin blanc additionné de ses os pilés contre les calculs rénaux. Hildegarde de Bingen (1098-1179) lui consacre un chapitre de son traité De la nature, où elle recommande notamment de le consommer régulièrement plumé, vidé, étêté et rôti pour traiter la lèpre.

#### Dans la culture contemporaine

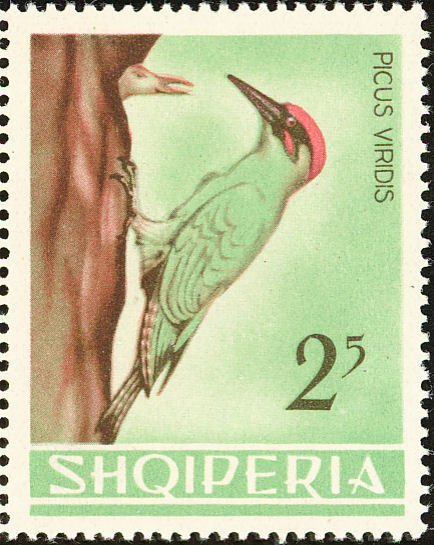
Timbre albanais émis en 1964.

Un Pic vert apparaît dans la série télévisée Bagpuss, produite par BBC2 : Augustus Barclay Yaffle, dit Professor Yaffle. Inspiré par le philosophe et logicien britannique Bertrand Russell, il prend la forme d'un serre-livre en bois quand il est inactif et, le reste du temps, il donne doctement des explications sur tout.
En mars 2015, un Pic vert britannique est photographié en vol avec une Belette d'Europe (Mustela nivalis) sur le dos,. La photographie devient virale notamment sur Twitter, sous le hashtag #weaselpecker, et déclenche une polémique quant à son authenticité. De fait, le Pic vert peut être victime de prédateurs terrestres comme la Martre des pins (Martes martes), l'hermine (Mustela erminea) ou la belette.
Le Pic vert a été représenté sur 27 timbres émis par 21 administrations postales différentes, : Afghanistan (1985), Albanie (1964), Belgique (1998), Biélorussie (2018), Bulgarie (1978), Espagne (2008), Gambie (2000), Iran (1991), Moldavie (1992 et 1993), Pays-Bas (2011), Pays-Bas caribéens (2021), Pérou (1997), Pologne (trois timbres dont deux de 1966), Portugal (2003), Roumanie (un de 2016 et deux de 2018), Russie (2018), Saint-Marin (1960), Slovénie (2016), Suriname (2016), Tchécoslovaquie (1964), Turquie (2000) et Vatican (1989).
Depuis 1979, la Société hongroise d'ornithologie et de préservation de la nature (Magyar Madártani és Természetvédelmi Egyesület), chapitre national de l'ONG Birdlife International, choisit chaque année une espèce d'oiseau comme espèce emblématique. Le Pic vert a ainsi été déclaré « oiseau de l'année » en 2022,.

### Enjeux de conservation

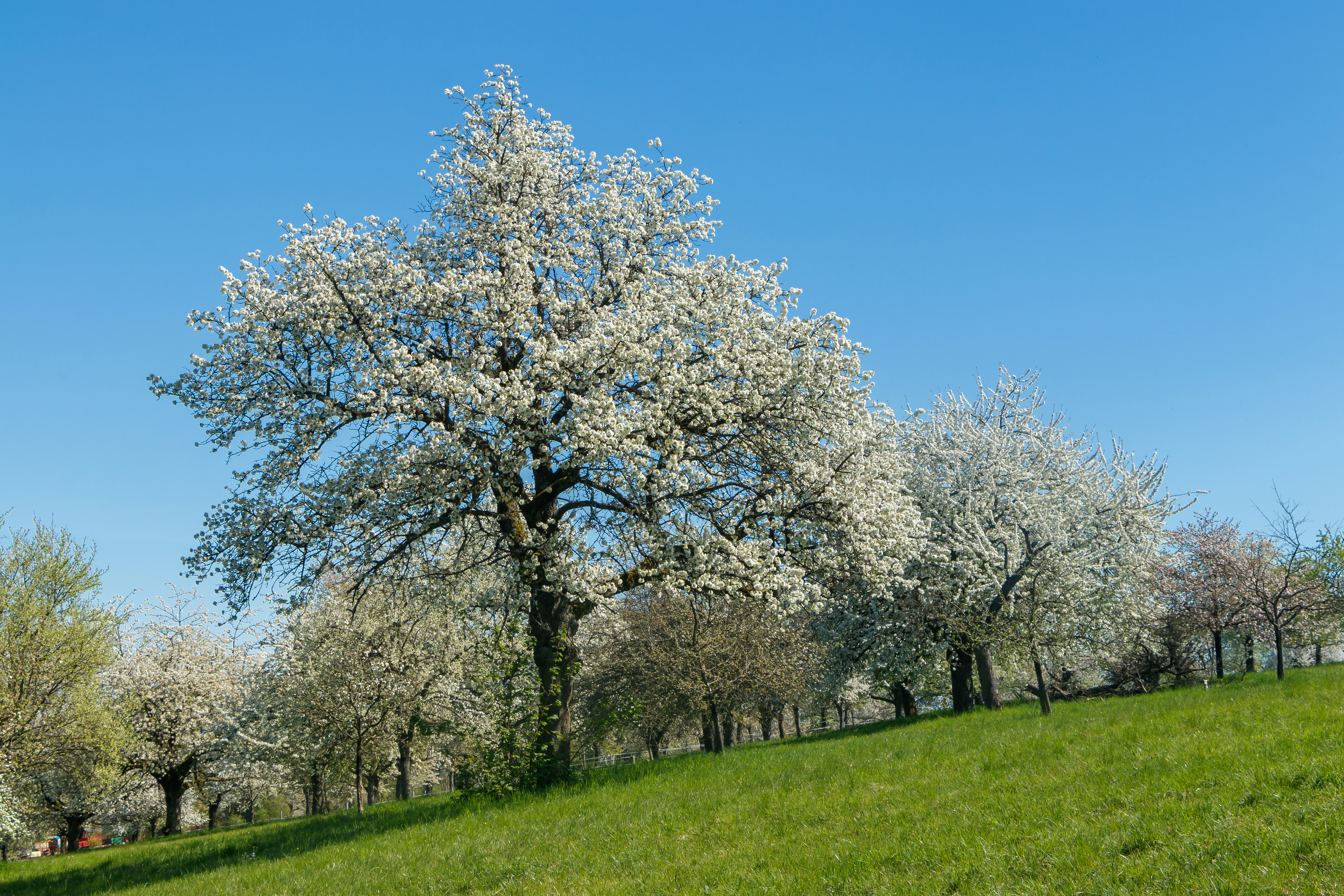
La prairie à verger traditionnelle, ici près de Karlsruhe en Allemagne, un habitat très favorable au Pic vert.

L'espèce est protégée par la loi dans la plupart des pays européens.
Malgré la tendance stable de ses effectifs, le Pic vert est confronté à l'intensification de l'agriculture et de la sylviculture qui menacent sa conservation.
Dépendant de la présence de fourmis, le Pic vert a été affecté, en Grande-Bretagne, par le déclin local de l'élevage ovin et par l'effondrement des effectifs de Lapins de garenne : les prairies à herbe courte où les fourmis peuvent prospérer sont désormais moins nombreuses. Le Pic vert a également pâti de la réduction des surfaces de vergers et de la transformation des vergers subsistants en monocultures, où sont utilisés largement des pesticides, et sans arbres pour nicher. Ainsi, 75 % des prairies traditionnelles à vergers ont disparu entre 1979 et 2009 en Allemagne du nord-ouest.
L'évolution des méthodes de gestion sylvicole a entraîné des conséquences pour le Pic vert. Le reboisement intensif de l'Europe en conifères au XXe siècle lui a sans doute été favorable, car ces forêts sont propices aux fourmis. En revanche, comme tous les pics, le Pic vert a sans doute souffert de la raréfaction du bois mort et des arbres sénescents en forêt. Avec le Pic mar, il semble cependant moins sensible à l'offre « forestière » de bois mort et gros-bois mort. Il est menacé également par l'Homme à cause de la déforestation, car les arbres sont son milieu de vie.
Le Pic vert ne fait pas l'objet de programmes de conservation spécifiques, mais les actions généralistes de préservation des forêts et des prairies semi-naturelles lui sont favorables. Il bénéficie également des initiatives locales pour préserver les vieux arbres et le bois mort sur pied. Même s'il peut y dormir, il n'utilise pas les nichoirs artificiels pour se reproduire. Ces structures ne peuvent donc pas être utilisées pour pallier le manque d'arbres adaptés pour creuser des loges.
Le Pic vert peut entrer en conflit avec l'être humain. Certains individus forent des trous dans les ruches pour manger les abeilles ou les rayons de miel. Ces trous, trop gros pour être réparés par les abeilles, peuvent déboucher sur la perte de toute la colonie à cause de l'entrée d'air. Il faut alors protéger les ruches par du grillage fin ou des filets. Le Pic vert peut également creuser les poteaux électriques ou téléphoniques, les bâtiments en bois et les murs isolés extérieurement en polystyrène. La dissuasion peut être réalisée par exemple avec des leurres d'oiseaux de proie, des rubans en plastique ou des disques compacts, même si cela ne fonctionne pas toujours.